# Ordeketen

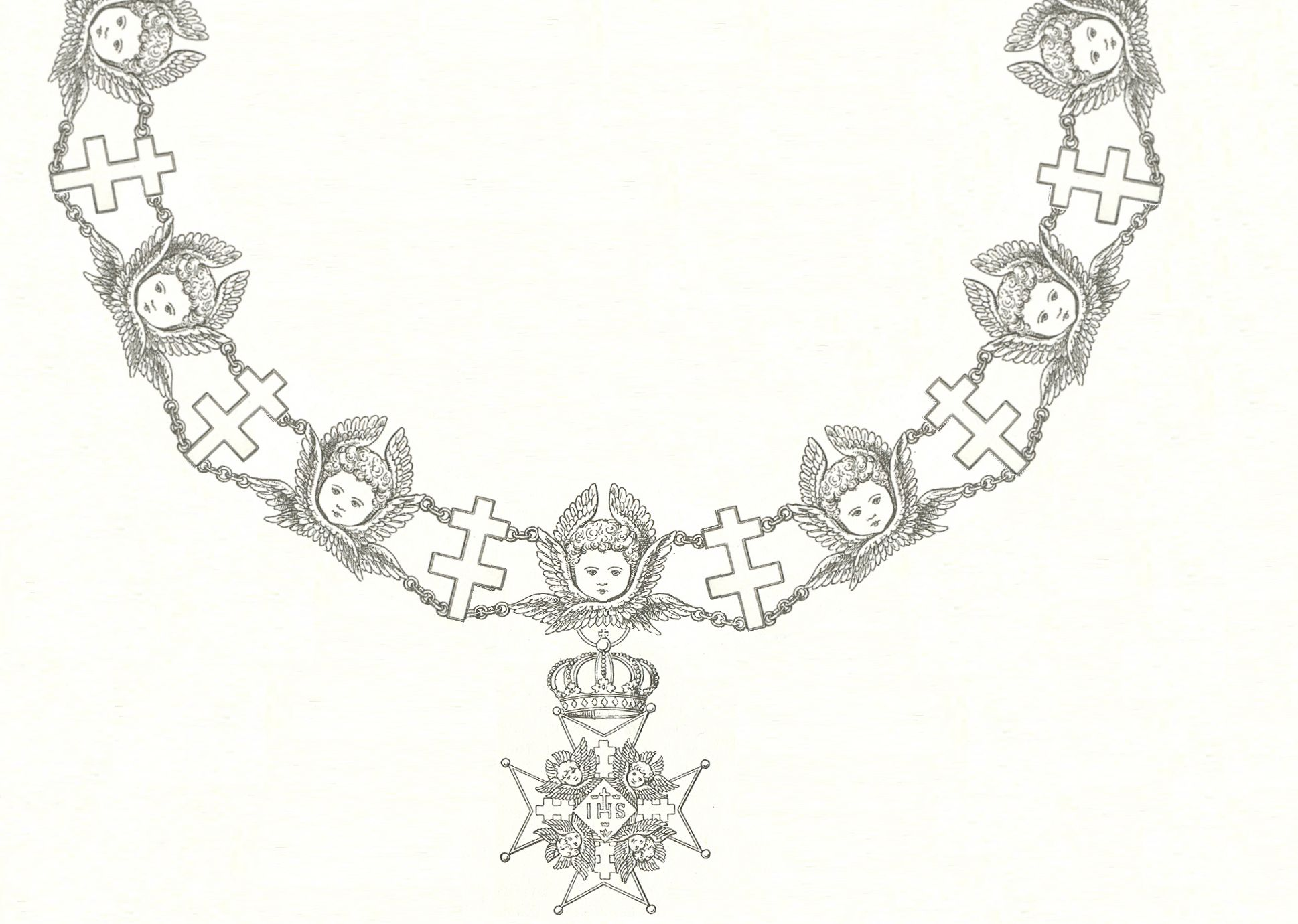
De keten van de Orde van de Serafijnen

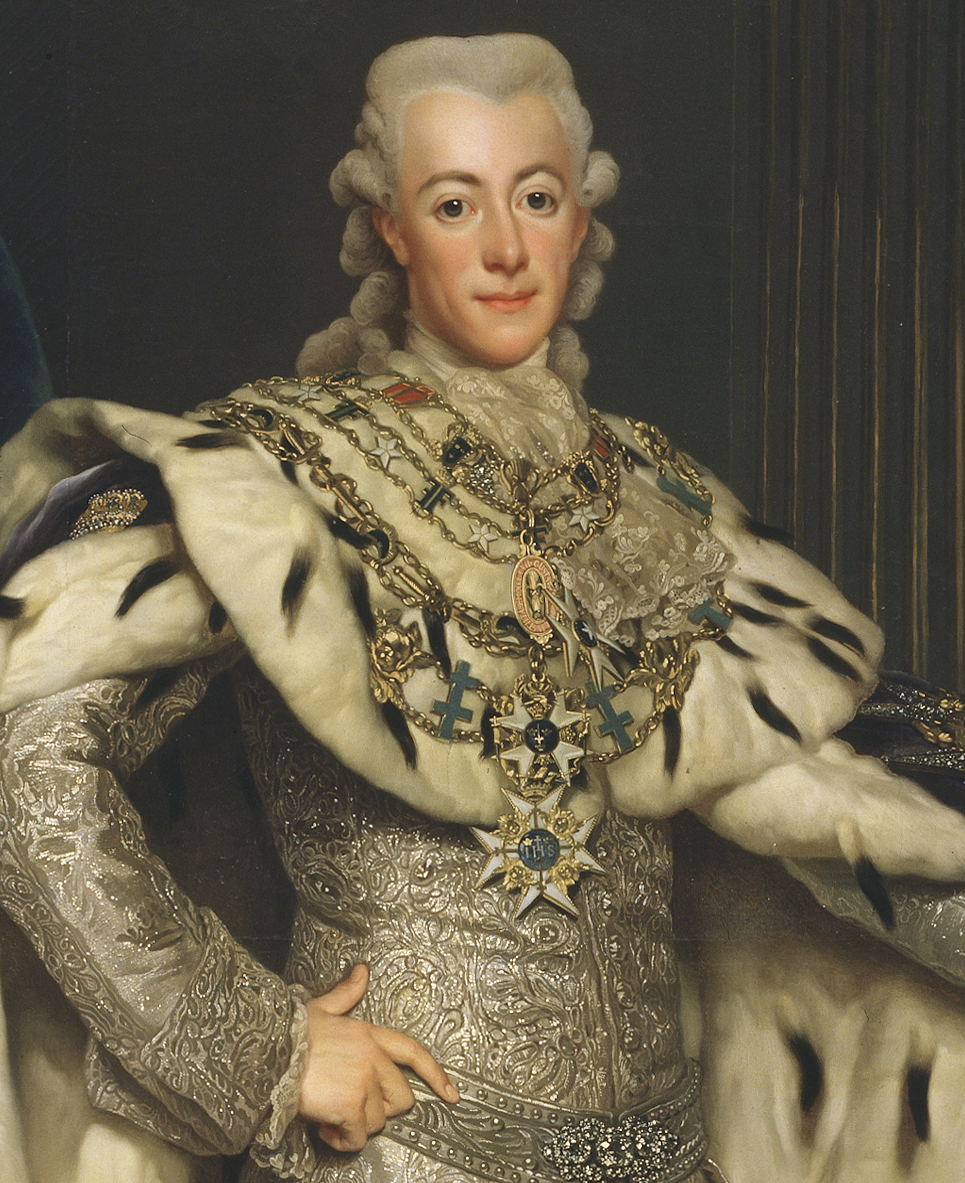
Gustaaf III met vier ketens

Een ordeketen is een gouden of zilveren versiersel, bestaande uit schakels, dat over beide schouders wordt gedragen door ridders in sommige ridderorden.
De oudste ridderorden waren kruisridderorden. Als teken van de onderlinge verbondenheid droegen de Ridders een zwart, rood of groen kruis op hun mantel. De latere Europese Orden van de middeleeuwen droegen allerlei uiterlijke kentekenen zoals geborduurde draken, ringen en zelfs kledingstukken zoals de kousenbanden.
In de late middeleeuwen kwam het accent meer op het kleinood van de Orde dan op de gemeenschap van de ridders te liggen en werd een keten met daaraan een medaillon, dier of kruis het gebruikelijke insigne.
In de 17e eeuw werden deze ketens steeds minder gedragen. Men bewaarde ze voor formele gelegenheden en in het dagelijks leven werd een geborduurde ster of een kleinood aan een lint om de hals gedragen. Uit dit kleinood, dat bij het rijden in het gezicht kon slaan en daarom in de 17e eeuw ook wel onder de oksel door werd getrokken, ontwikkelde zich het grootlint. Anderen droegen hun ordeteken liever aan een lint in het knoopsgat.
De oudste ridderorden hadden slechts één rang maar in de 18e eeuw ontstonden ridderorden die geen gemeenschappen maar Orden van Verdiensten waren en drie of meer graden of rangen kenden.
Het was gebruikelijk dat de hoogste van de rangen, de Grootkruisen of Grootcommandeurs dan een ordeketen droegen waar de lagere rangen het met kleinoden aan linten moesten doen. Dit systeem is in een aantal van de oudste ridderorden, in Groot-Brittannië, Denemarken en Spanje, tot in deze tijd bewaard gebleven.
Napoleon I besloot in 1805 zijn eenvoudige Legioen van Eer uit te breiden met een nieuwe, zeer exclusieve, rang; de "Grand-Aiglon". Deze "Grote Adelaars" droegen een ster en een ordeketen.
In de loop van de 19e eeuw ontstonden overal ridderorden die een keten als hoogste en bijzondere rang, boven de Grootkruisen, kenden. Voor de ceremoniemeesters en chefs van het protocol was dit ook gemakkelijk omdat ministers recht hebben op een Grootkruis en men dan de keten voor Staatshoofden kon reserveren. Er zijn ook Orden waarin met het Grootkruis mét of zonder de keten kan ontvangen. In een aantal gevallen is dat een bezuiniging maar in andere orden is de keten later toegevoegd om staatshoofden passend te kunnen onderscheiden.
In moderne orden is de keten geenszins in onbruik geraakt maar ze worden alleen in Zweden, Denemarken, het Verenigd Koninkrijk , Spanje en Portugal nog vaak bij ceremoniële gelegenheden gedragen. Afrikaanse en Zuid-Amerikaanse presidenten dragen de keten van hun hoogste orde geregeld op uniformen en op burgerkleding om hun hoge status te benadrukken.
In Nederland is rond 1815 sprake geweest van het instellen van een keten die gedragen zou worden door de Grootkruisen in de Militaire Willems-Orde maar het is bij ontwerptekeningen gebleven. België kent wél ketens voor de Grootlinten en Grootkruisen in de Leopoldsorde en de Orde van de Leeuw. Deze laatste keten wordt, net als de Orde van de Leeuw, niet meer gedragen.

## De ordeketen in de heraldiek

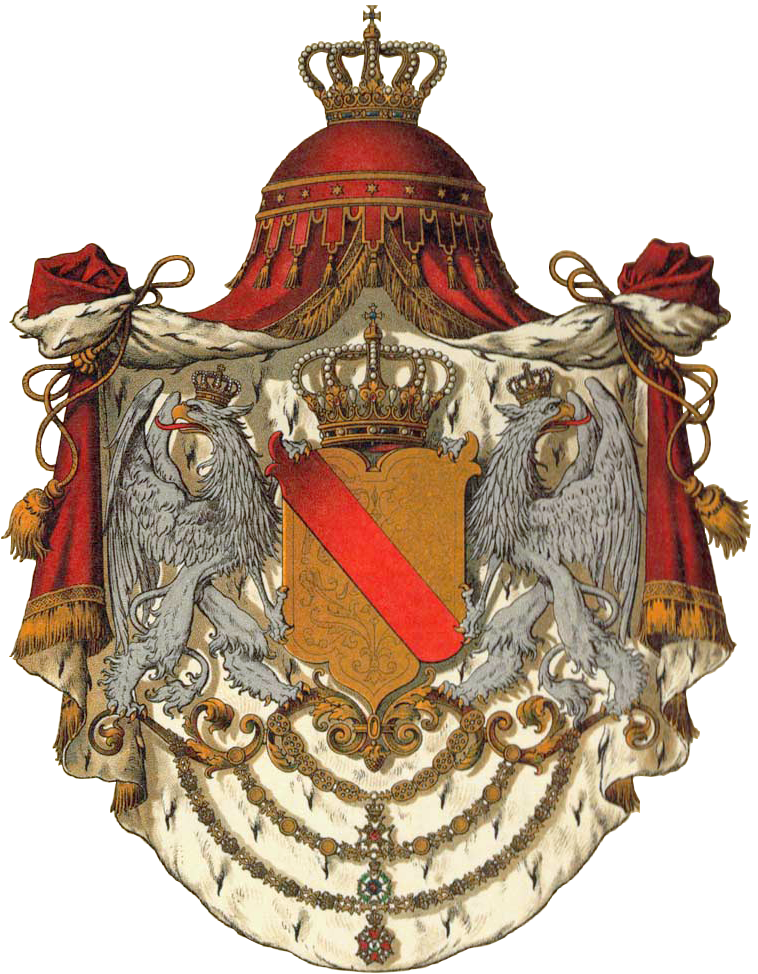
Wapen van de Groothertog van Baden met drie ordeketens, van boven naar beneden die van de Orde van Berthold de Eerste van Zähringen, de Militaire Karl-Friedrich-Verdienstorde en de Huisorde van de Trouw. De hoogste onderscheiding hangt volgens de regels van de heraldiek aan de langste keten en zij hangt dus onderaan.

Al in de middeleeuwen ontstond het gebruik om een ordeteken in het wapen op te nemen. Een keten leent zich uitstekend om om het schild gehangen te worden en dat gebeurde dan ook bij de Orde van het Gulden Vlies. Waar meerdere ketens om een schild hangen is het gebruikelijk dat de hoogste orde een ereplaats, onderaan, krijgt en aan de langste keten wordt gehangen.
De keten wordt soms gecombineerd met een kruis aan een lint als in het Wapen van de Koning van Pruisen en wordt soms gedeeltelijk door het schild bedekt zoals in het hiernaast afgebelde wapen van de Groothertog van Baden. In het Verenigd Koninkrijk wordt de kousenband zelf om het wapenschild gelegd, of liever gezegd geknoopt, maar het is niet ongebruikelijk om dan ook de keten van de Orde van de Kousenband om het wapenschild te hangen. Ook de ketens van de andere Britse ridderorden worden om wapenschilden gehangen en dat geldt ook voor de Zweedse en Deense ridderorden zoals de Orde van de Serafijnen en de Orde van de Olifant.
De keten wordt niet gecombineerd met het helmteken of met een van de schildhouders.
In de Souvereine Militaire Orde van Sint-Jan van Jeruzalem, Rhodos en Malta heeft de keten van de hogere graden zoals de Grootkruisen van Gratie en Devotie de vorm gekregen van borduursel op een zwartzijden lint dat om de hals wordt gedragen. Het wapen wordt dan met een schildhoofd van religie vermeerderd.
De prins-grootmeester van de Orde van Malta draagt als geprofest religieus geen keten maar een, in zijn geval witte, rozenkrans om het wapenschild. Wanneer de Grootmeester in uniform verschijnt draagt hij een keten van de Orde van Malta.
In andere ridderlijke orden zoals de Constantinische Orde is het gebruikelijk dat de grootkruisen en diegenen die gerechtigd zijn om een keten te dragen die keten om hun wapenschild hangen.

## De ordeketen in de Nederlanden
In de middeleeuwen was er de veel gedragen keten van de Orde van het Gulden Vlies en ook de Orde van de Tuin en Sint Jacob in Holland zullen een keten hebben gekend.
Het Koninkrijk Holland voerde in 1805 een kostbare keten voor de Grootkruisen van de Orde van de Unie in maar het Koninkrijk der Nederlanden volgde dit precedent bij de oprichting van de Militaire Willems-Orde en de Orde van de Nederlandse Leeuw niet. Er zijn wel ontwerpen voor een keten en zelfs een portret van Koning Willem I der Nederlanden met een keten van de Willems-Orde bewaard maar de keten zelf heeft waarschijnlijk nooit bestaan.
De landcommandeur van de Ridderlijke Duitsche Orde in de protestantse Balije Utrecht draagt zijn ordekruis aan een eenvoudige gouden keten. De Johanniterorde in Nederland kent geen keten.
De koning der Belgen heeft wel een keten aan zijn Leopoldsorde verbonden. Ook de Koninklijke Orde van de Leeuw en de Orde van de Afrikaanse Ster hebben een keten voor de Grootkruisen.

## Voorbeelden van ordeketens

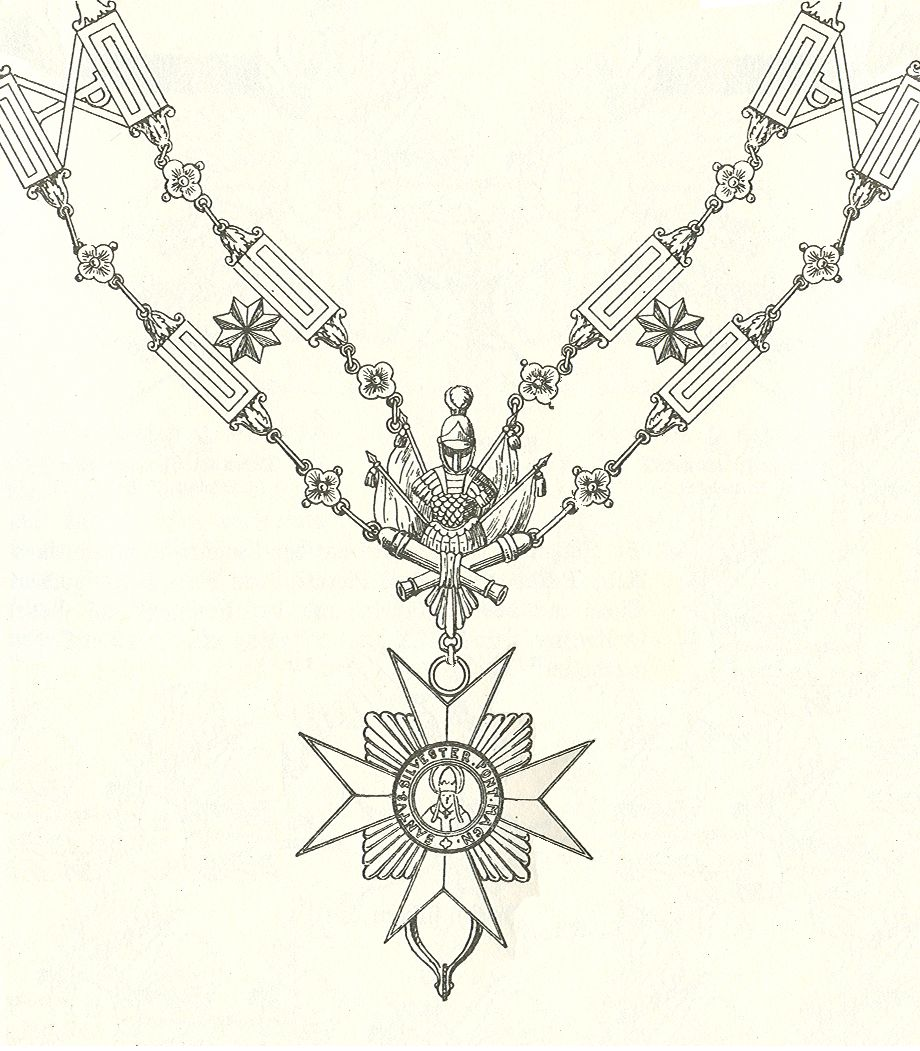
19e-eeuwse Keten van de Silvesterorde en de Militia Aurata.
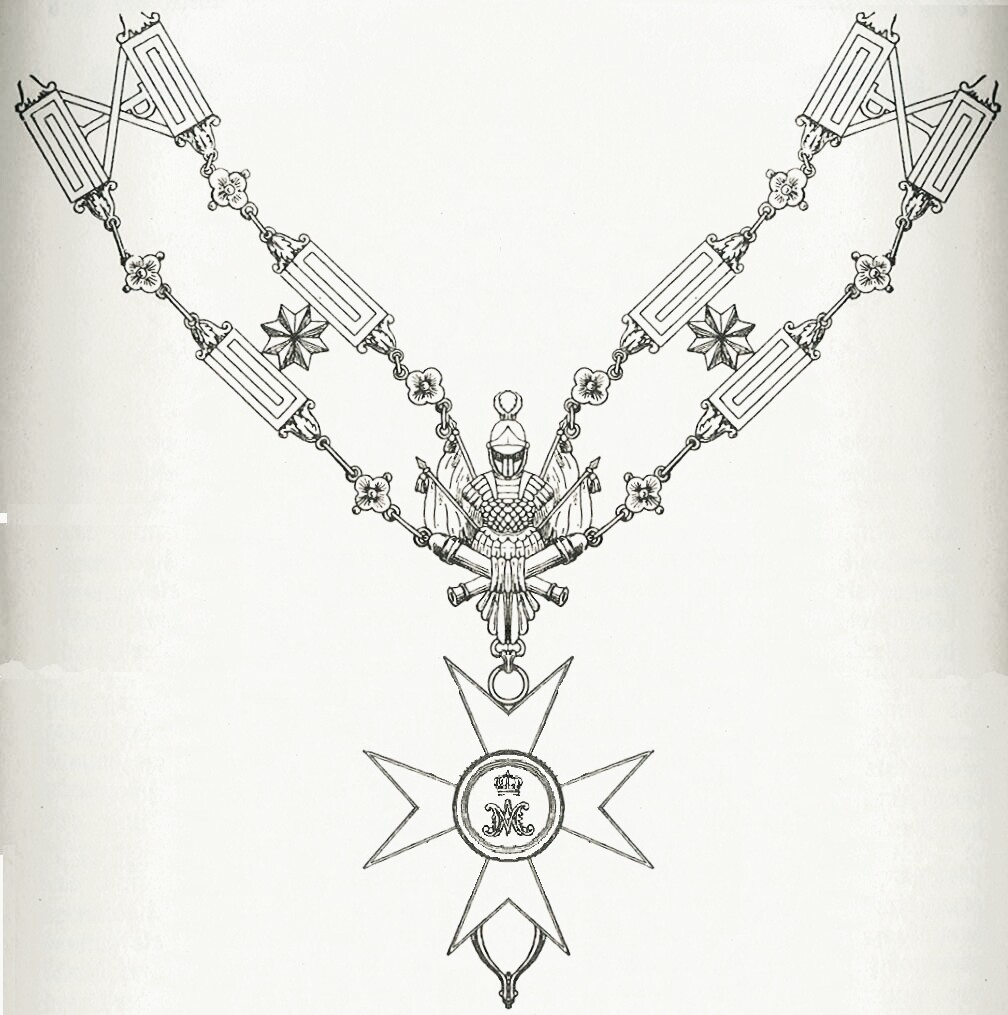
Keten van de Orde van de Gulden Spoor zoals die sinds 1905 wordt gedragen.
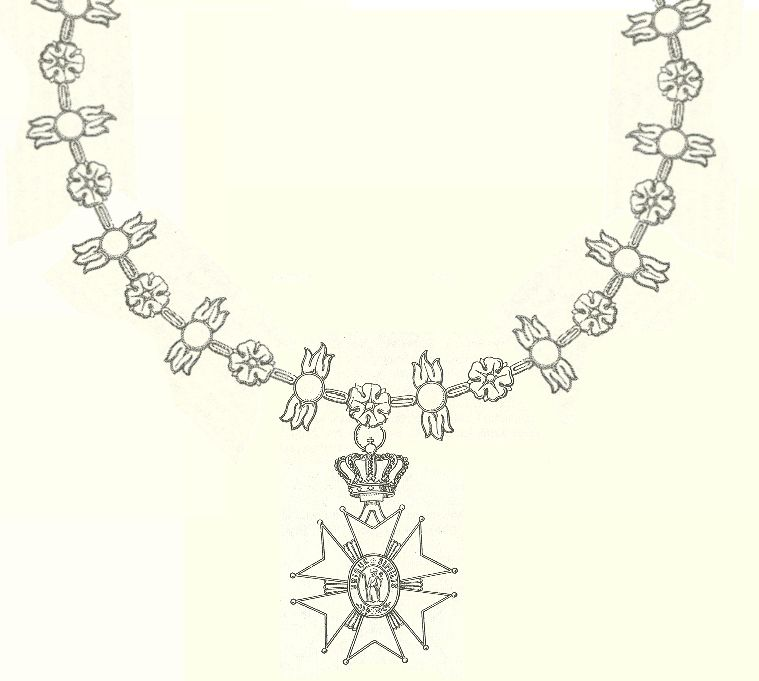
Keten van de Toscaanse Heilige en Militaire Orde van Sint-Stefanus Paus en Martelaar.
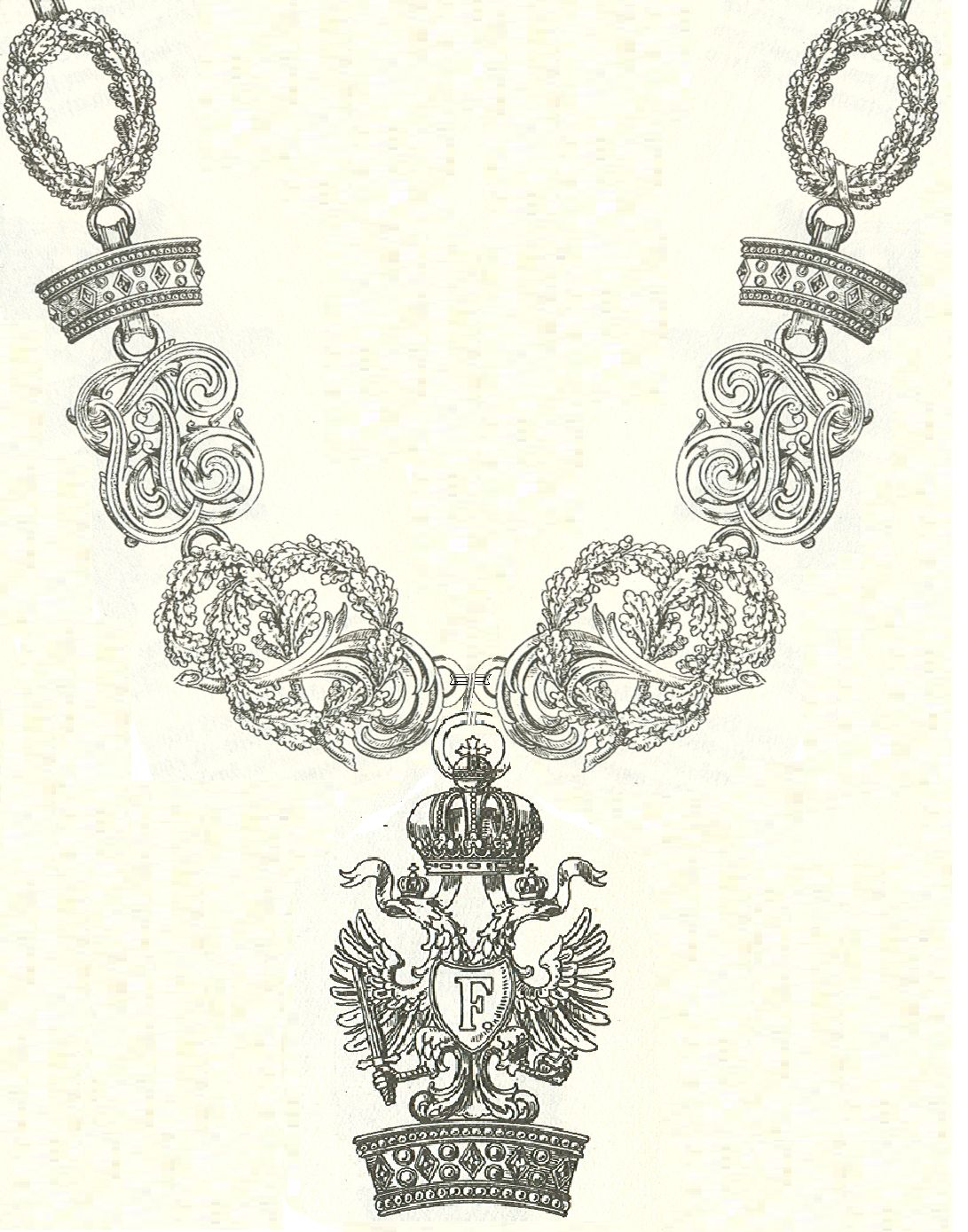
Keten van de Orde van de IJzeren Kroon
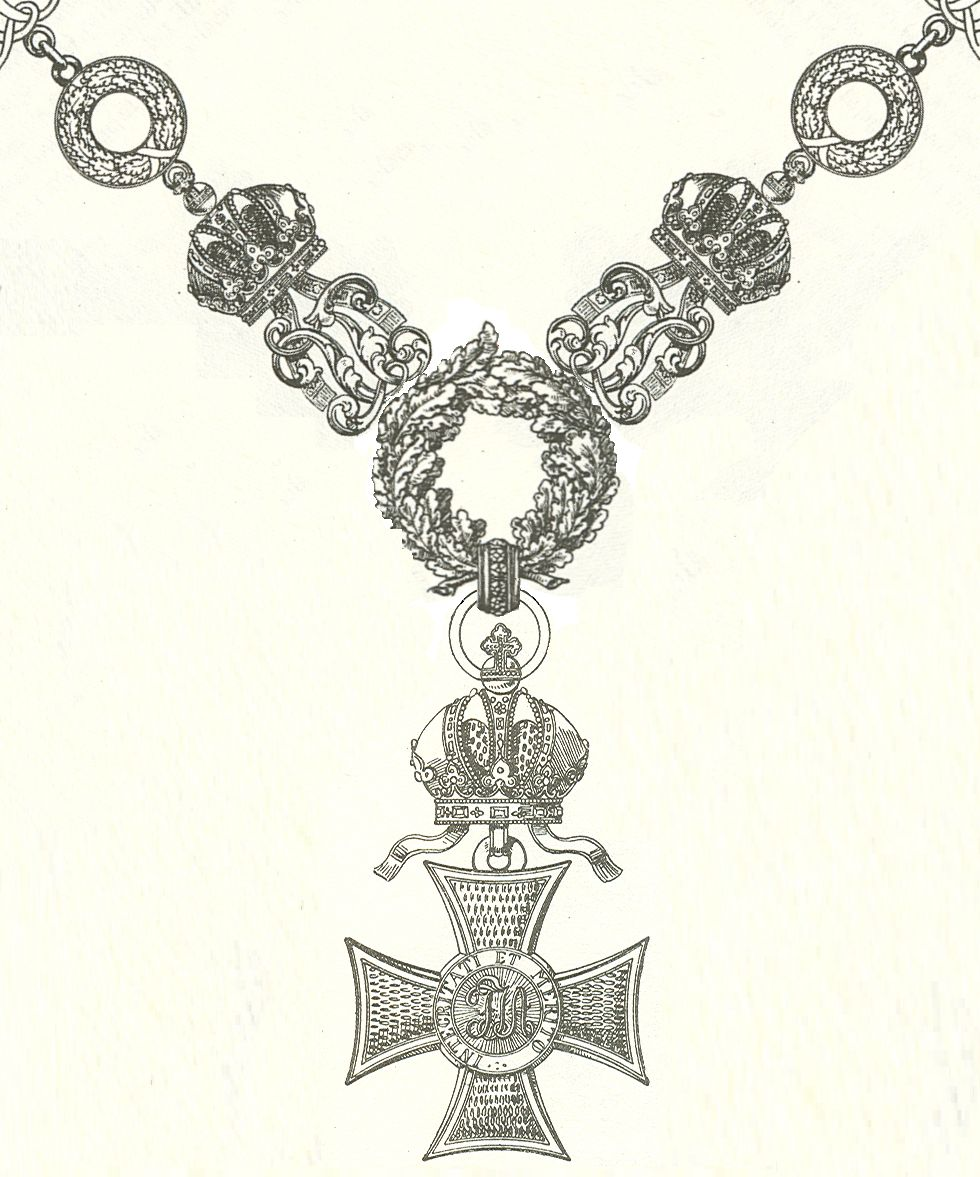
Keten van de Leopoldsorde
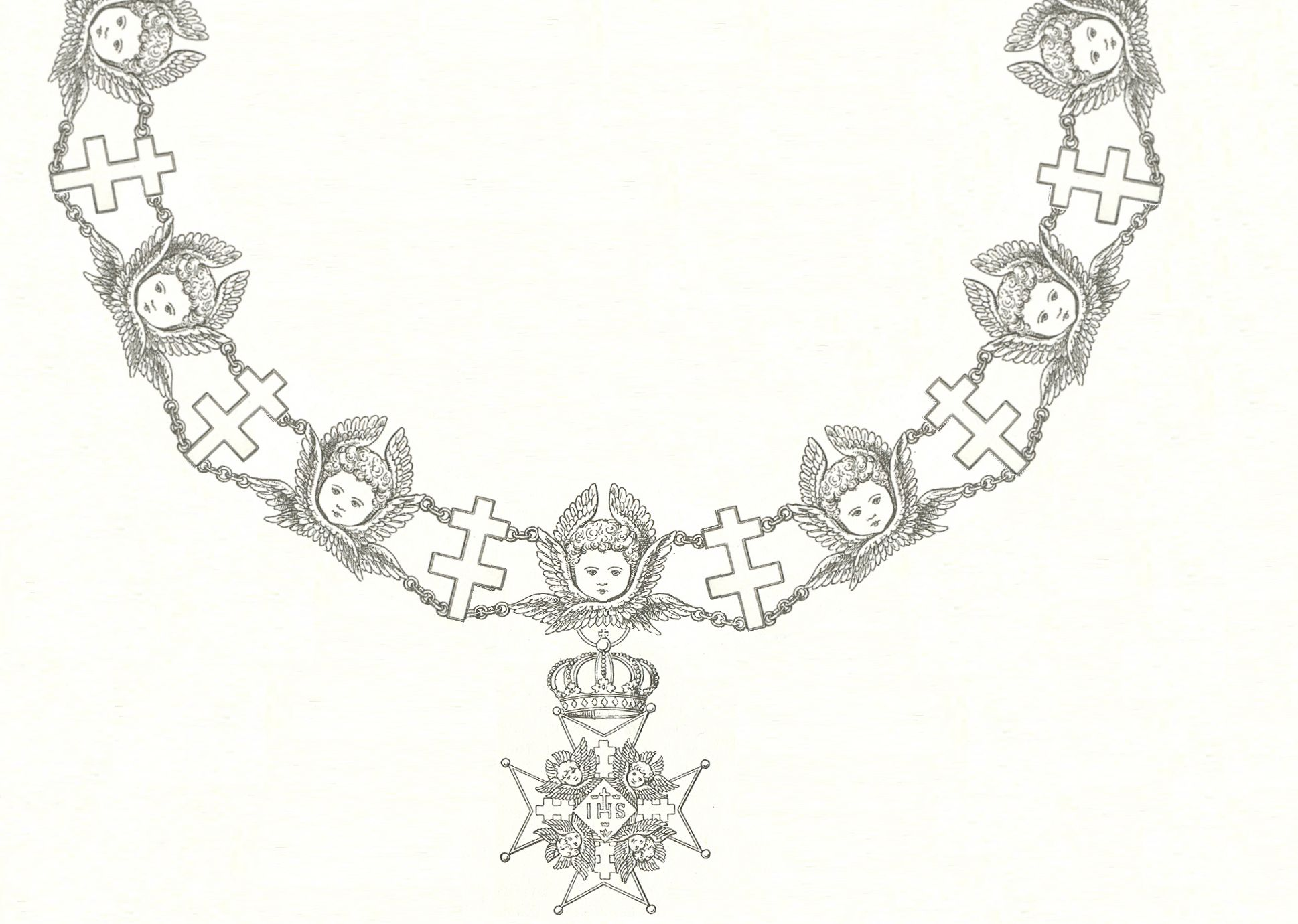
Keten van de Orde van de Serafijnen
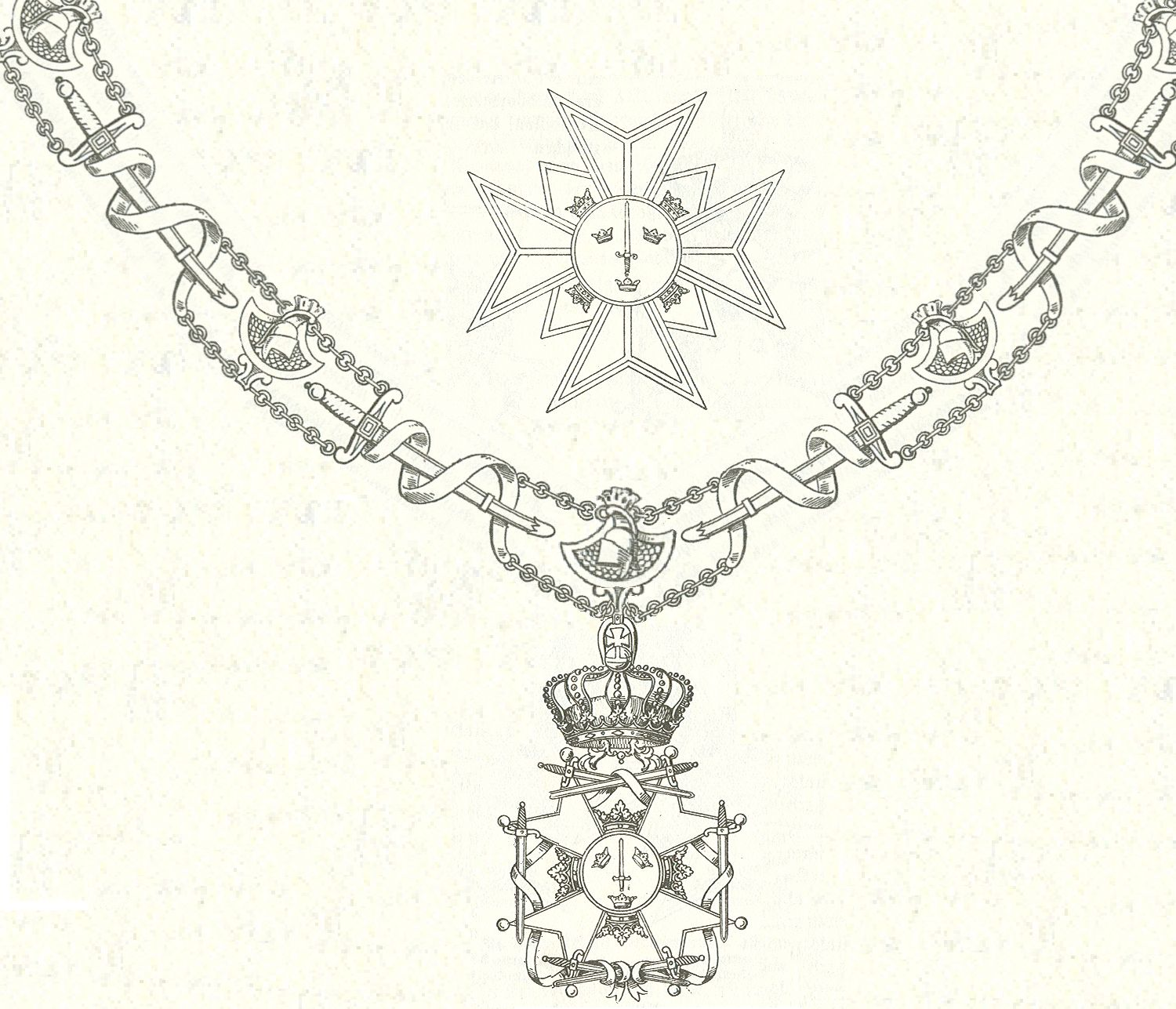
de Orde van het Zwaard in Zweden
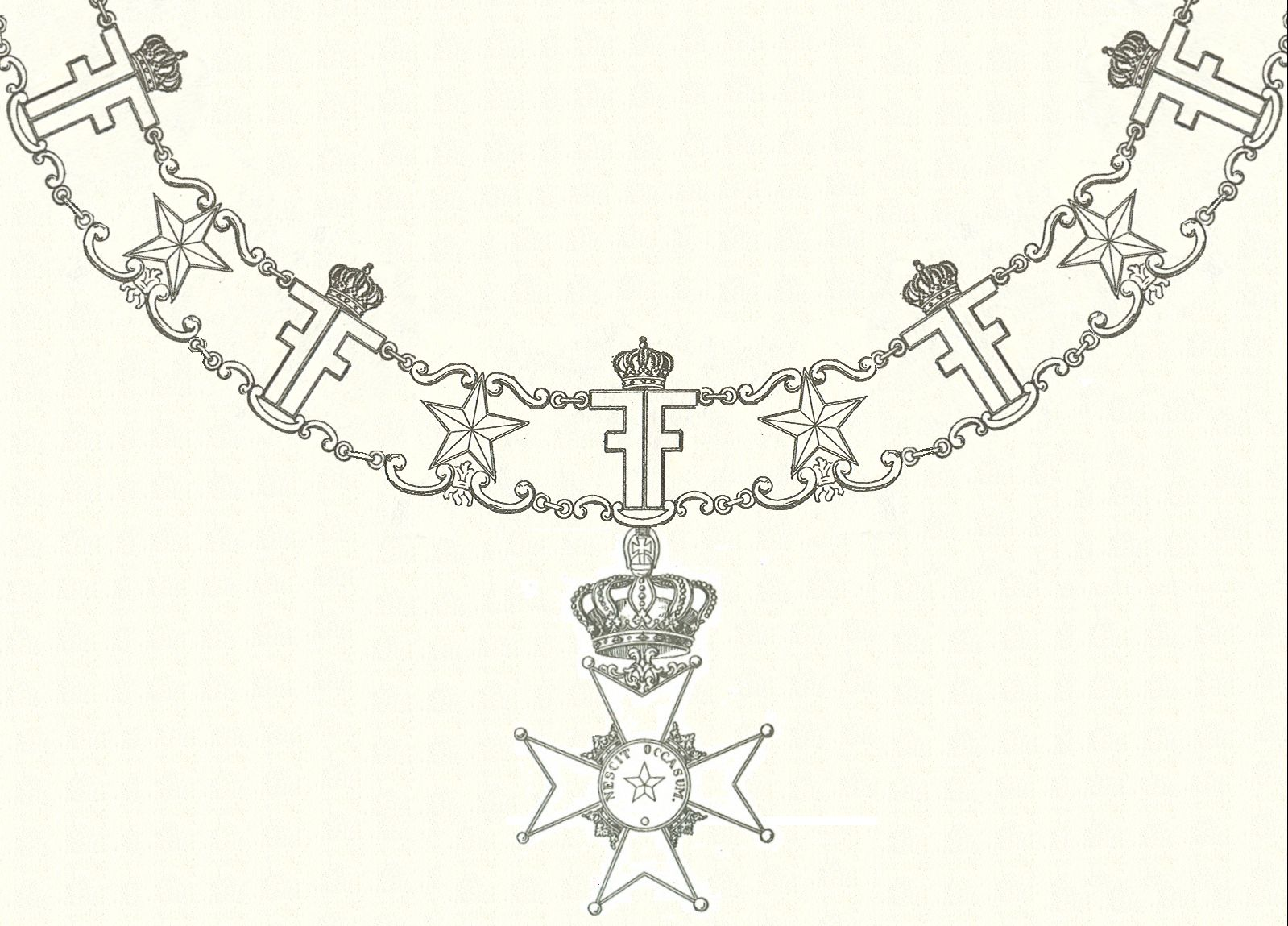
De Orde van de Poolster
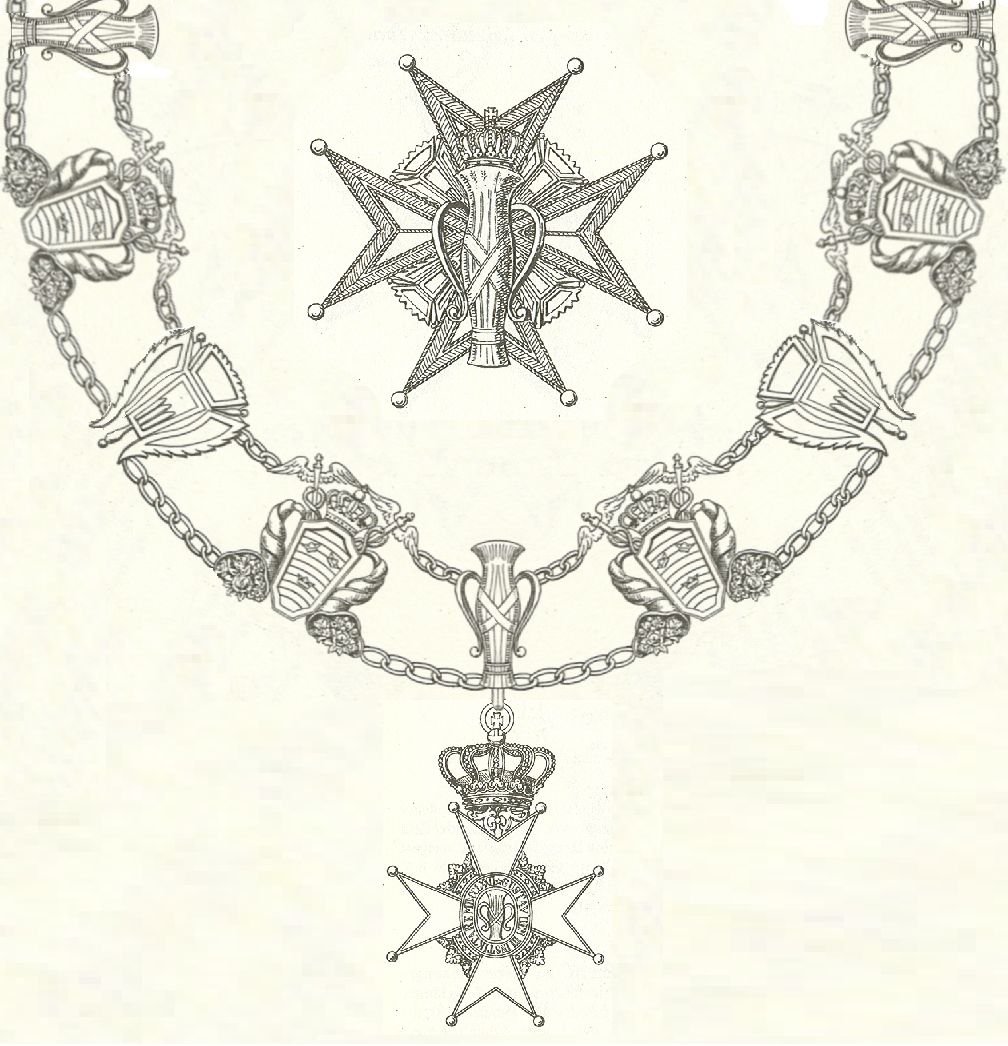
Keten van de Orde van Vasa
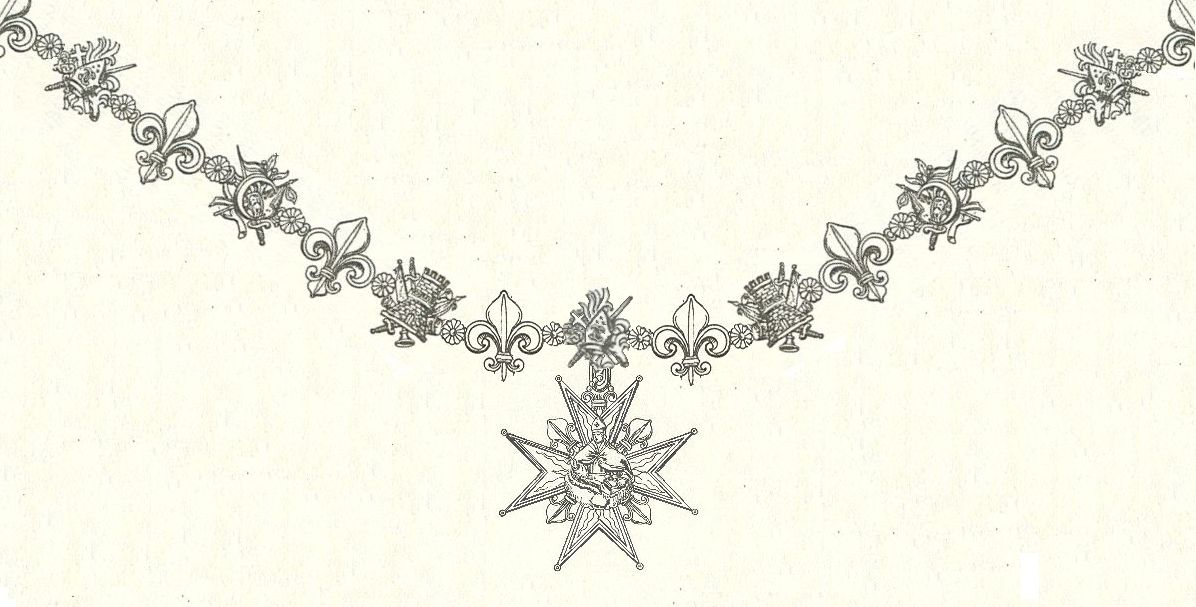
Keten van de Orde van Sint-Januarius
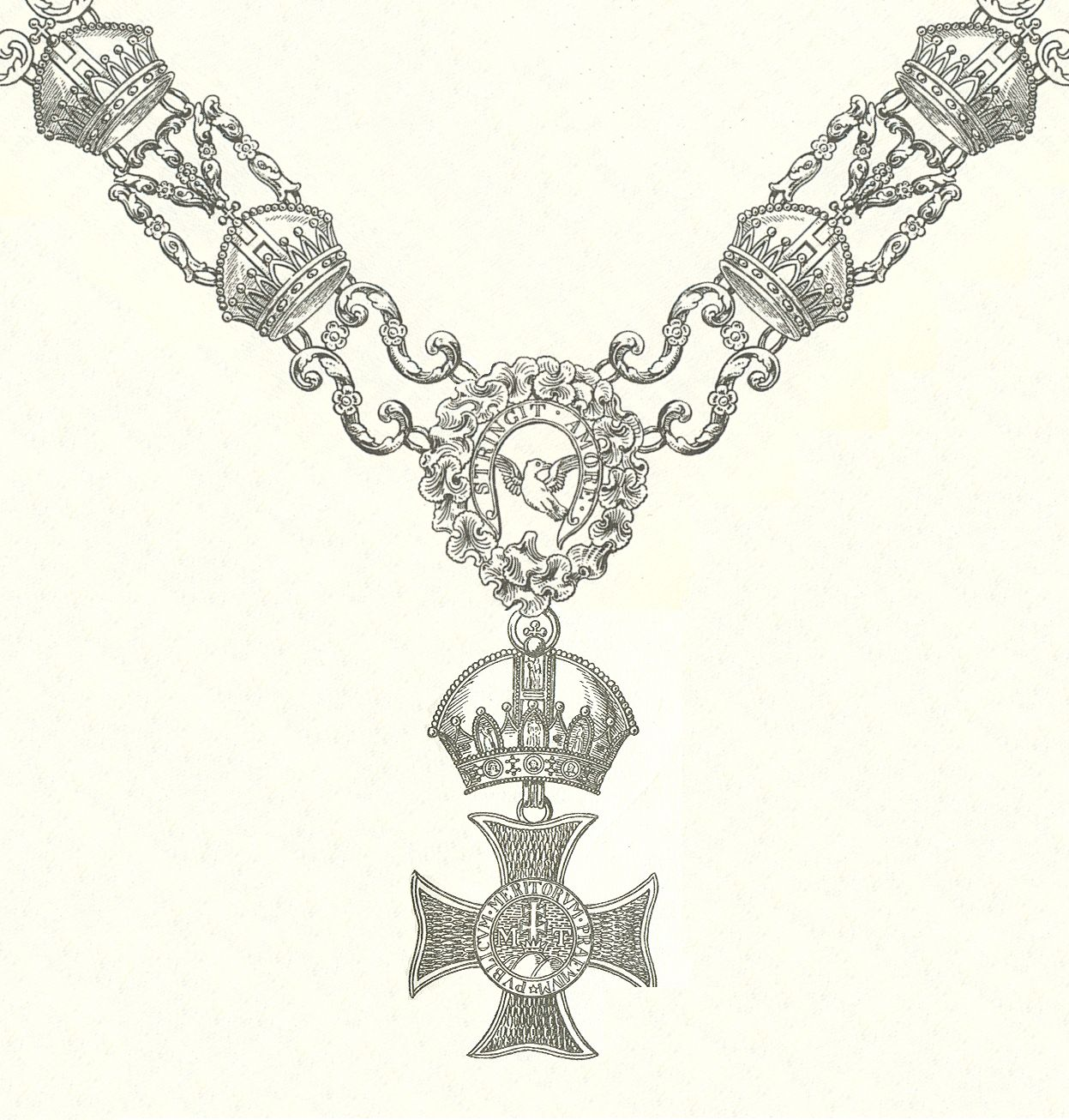
Keten van de Hongaarse Orde van Sint Stephanus
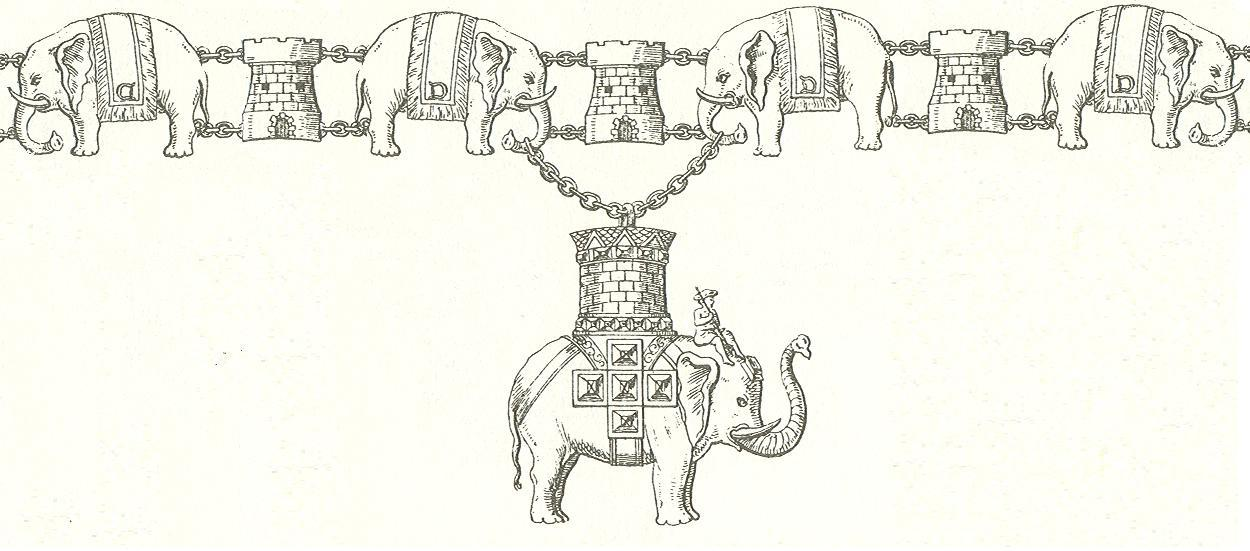
Keten van de Orde van de Olifant
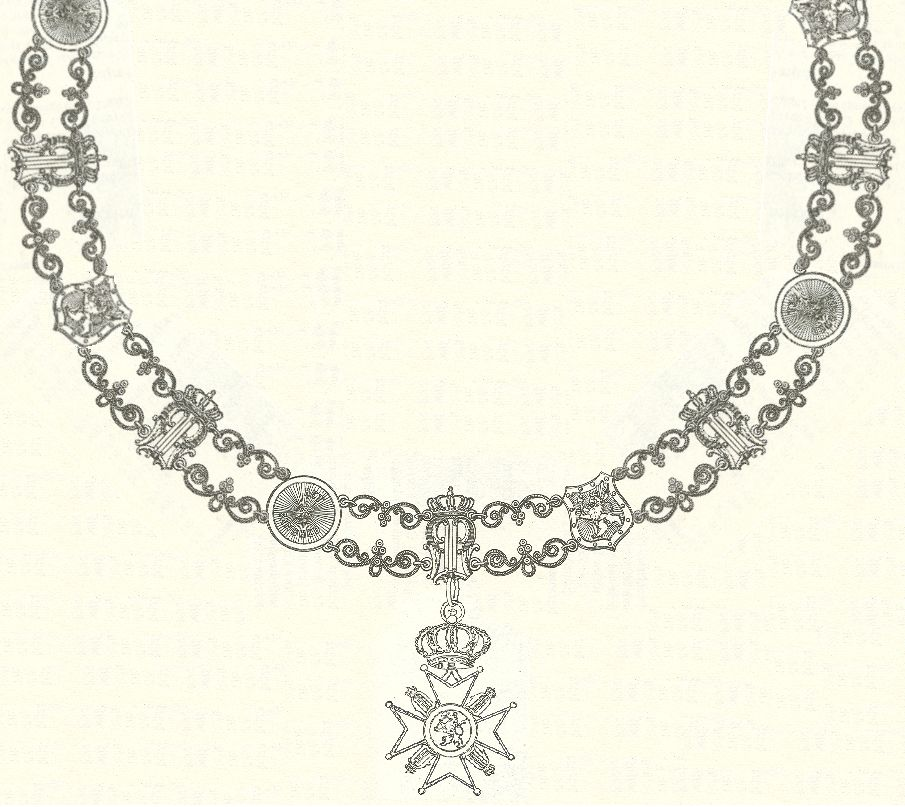
Keten van de Noorse Orde van Sint-Olaf uit 1893
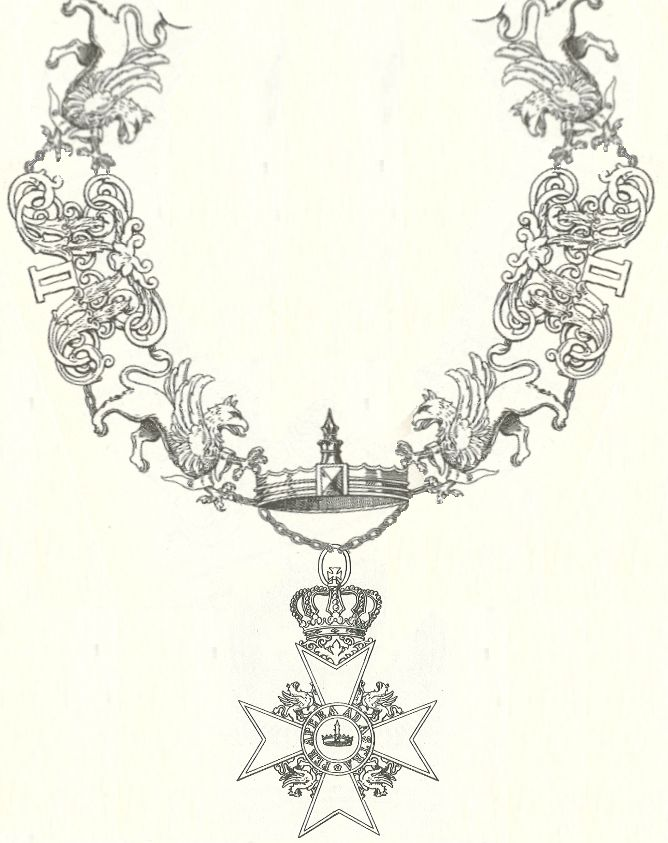
Keten van de Huisorde van de Wendische Kroon van Mecklenburg-Schwerin
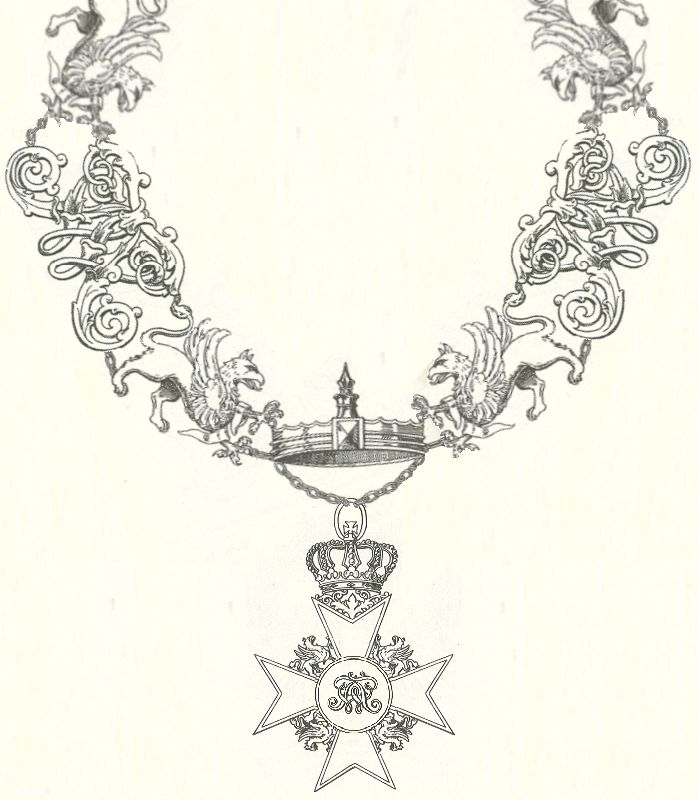
Keten van de Huisorde van de Wendische Kroon van Mecklenburg-Strelitz
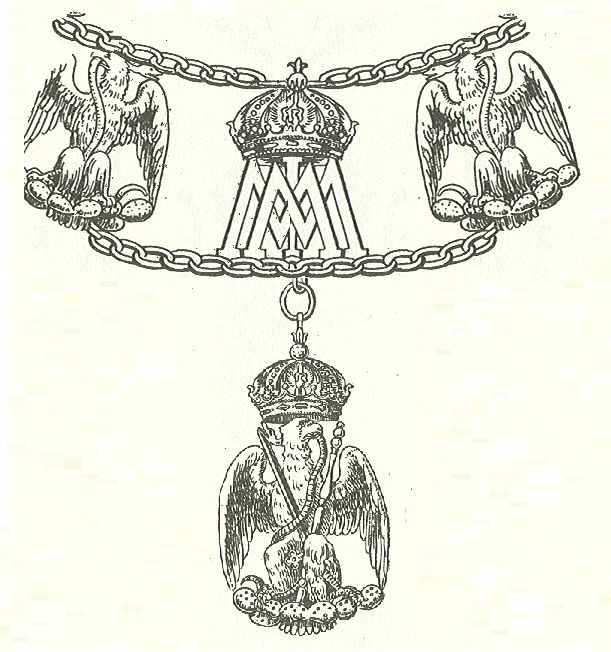
Keten van de Orde van de Mexicaanse Adelaar
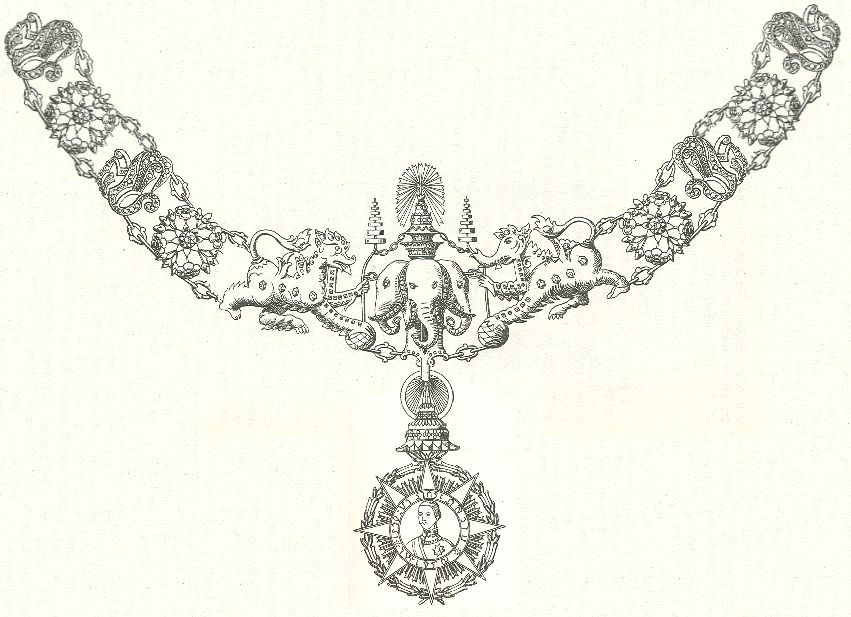
Keten van de Orde van Chula Chom Klao van Thailand
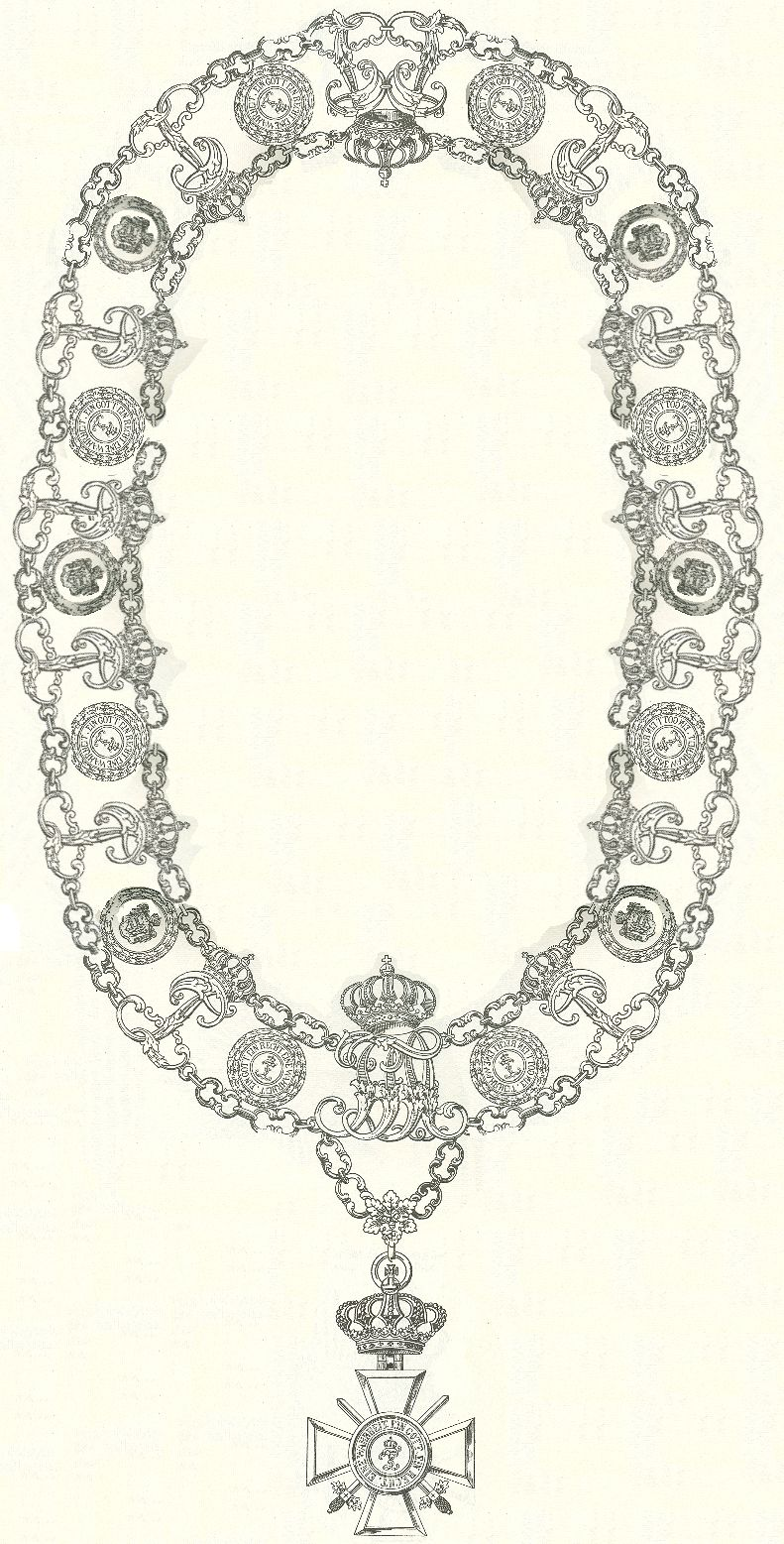
Keten van een Grootkruis met de Zwaarden in de Huisorde en Orde van Verdienste van Peter Friedrich Ludwig
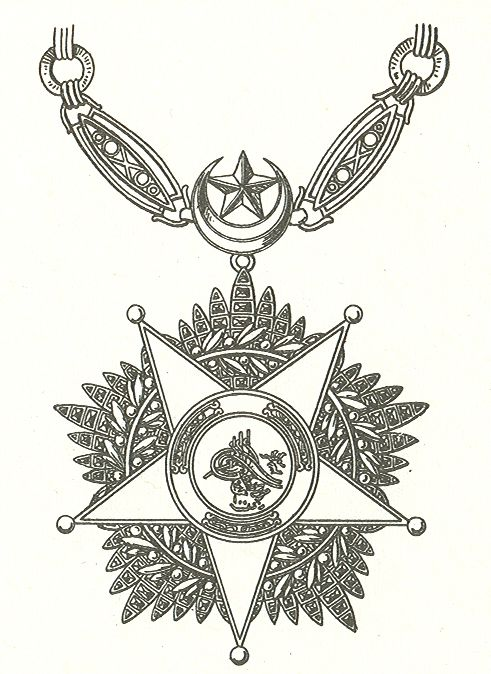
Keten van de Ie Klasse van de Ottomaanse Orde van Liefdadigheid, een Damesorde.
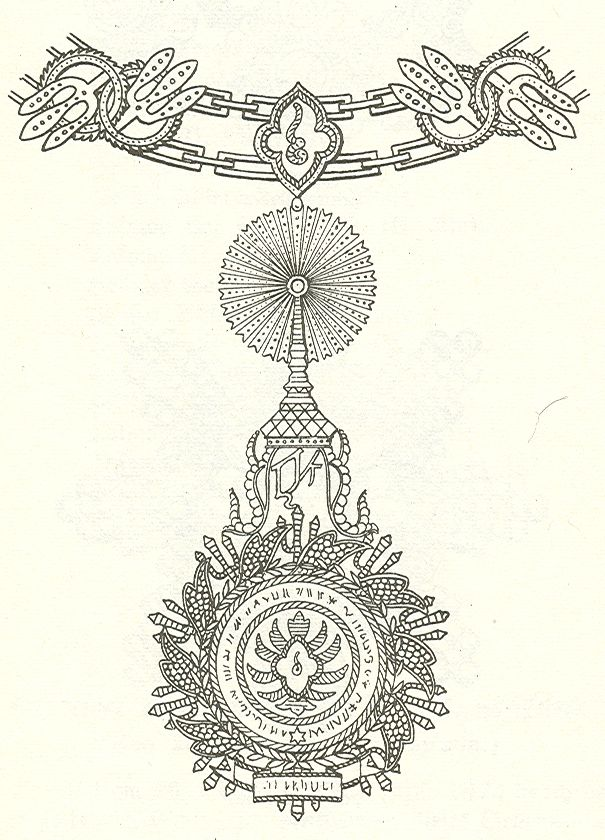
Keten van de Thaise Orde van Chakri
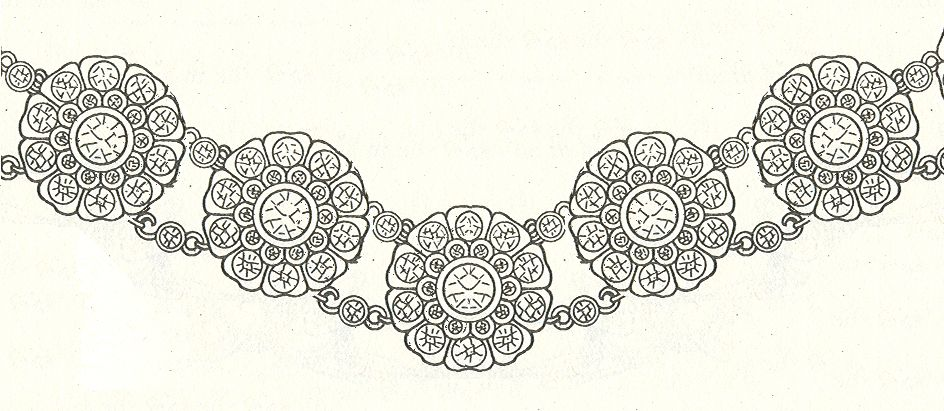
Keten van de Thaise Heilige Orde
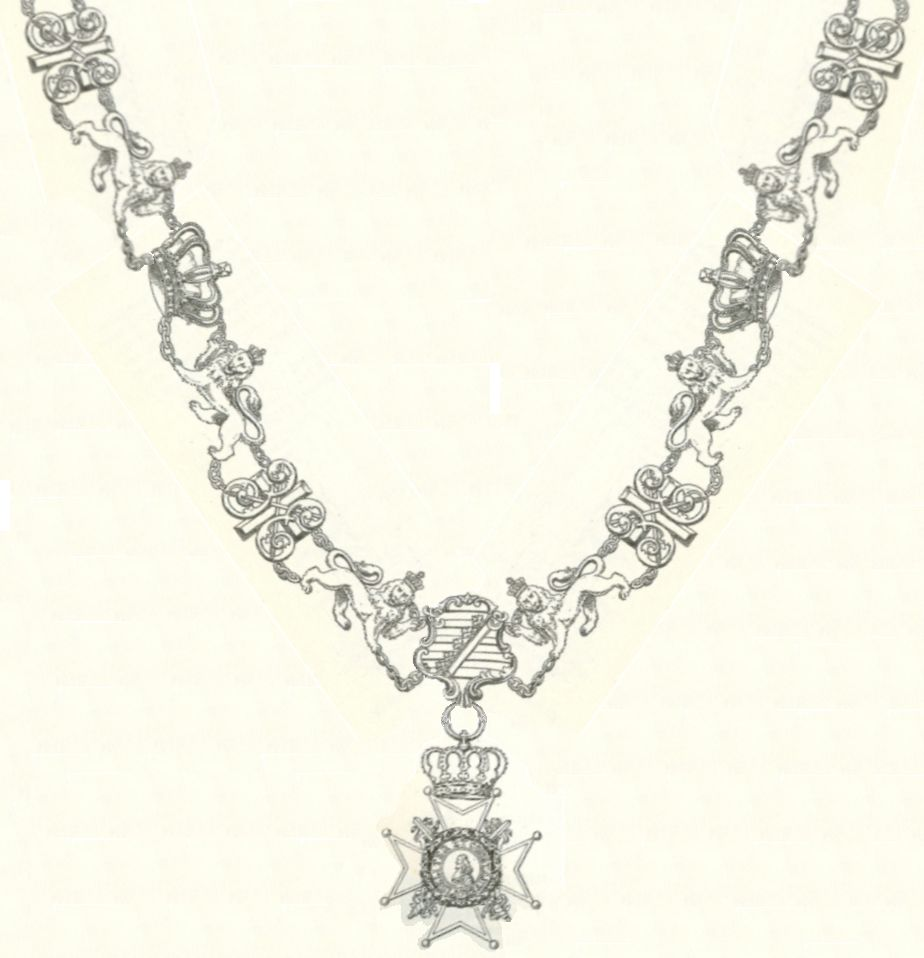
De keten van Saksisch-Ernestijnse Huisorde
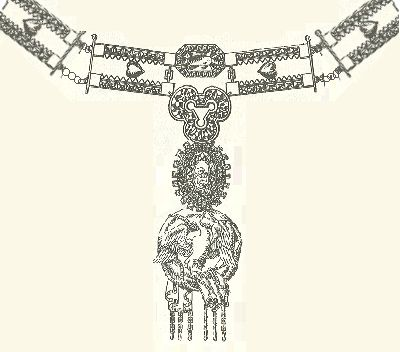
De Orde van de Zwaan
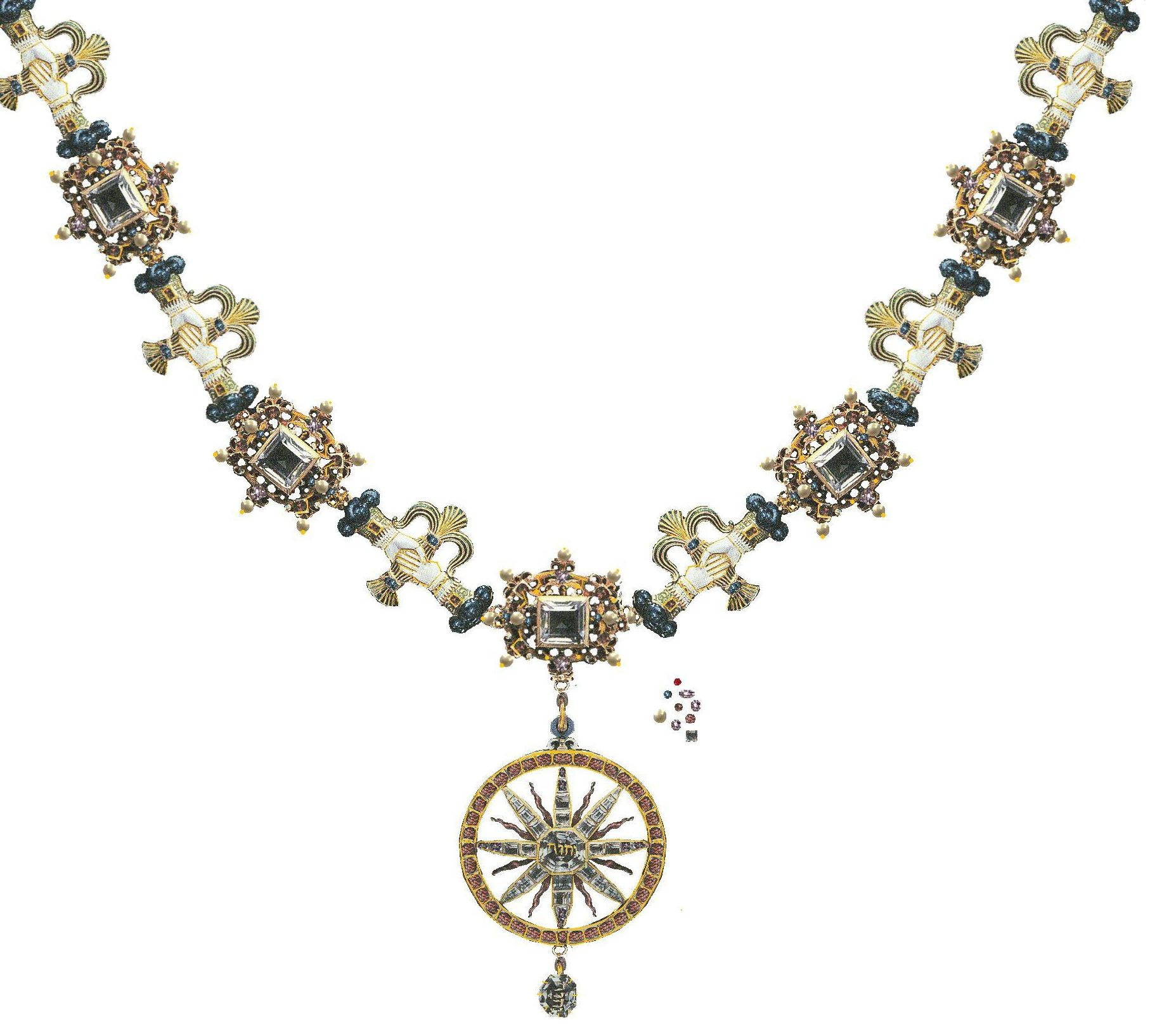
De keten van de Orde van Jehovah van Zweden 1606
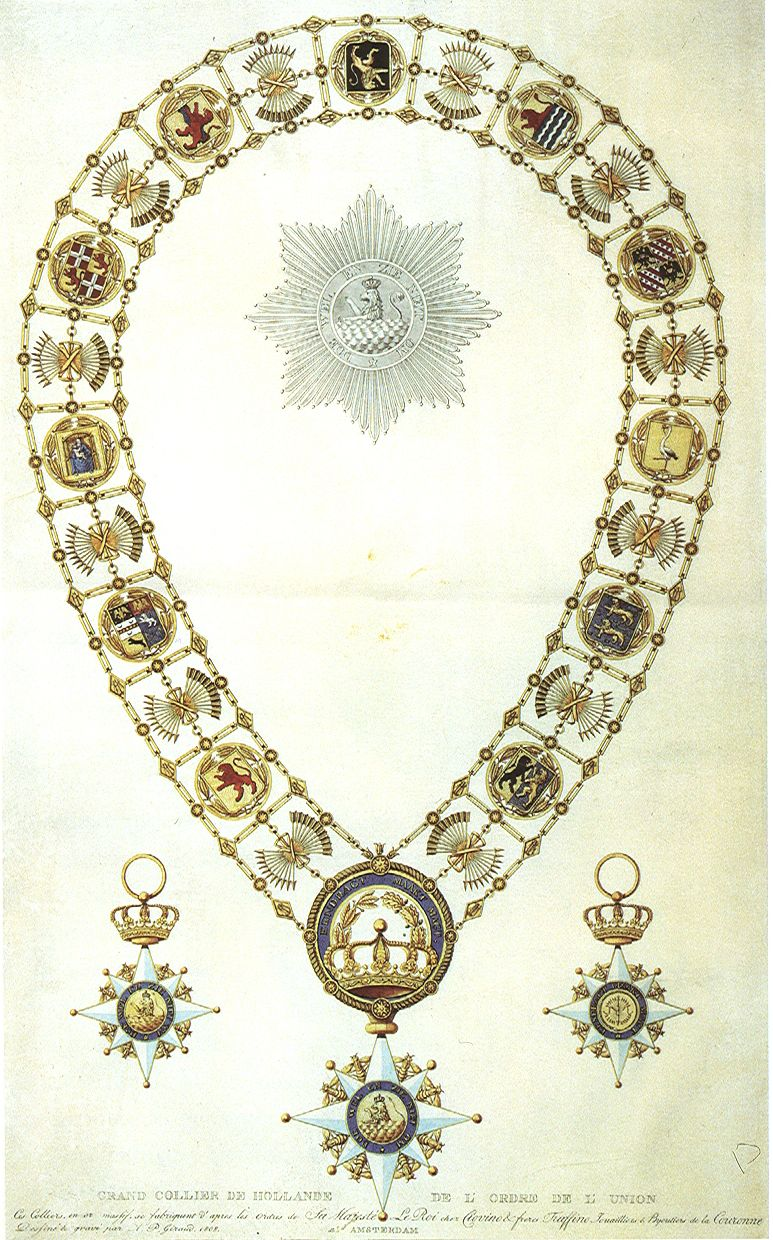
Keten van de Orde van de Unie
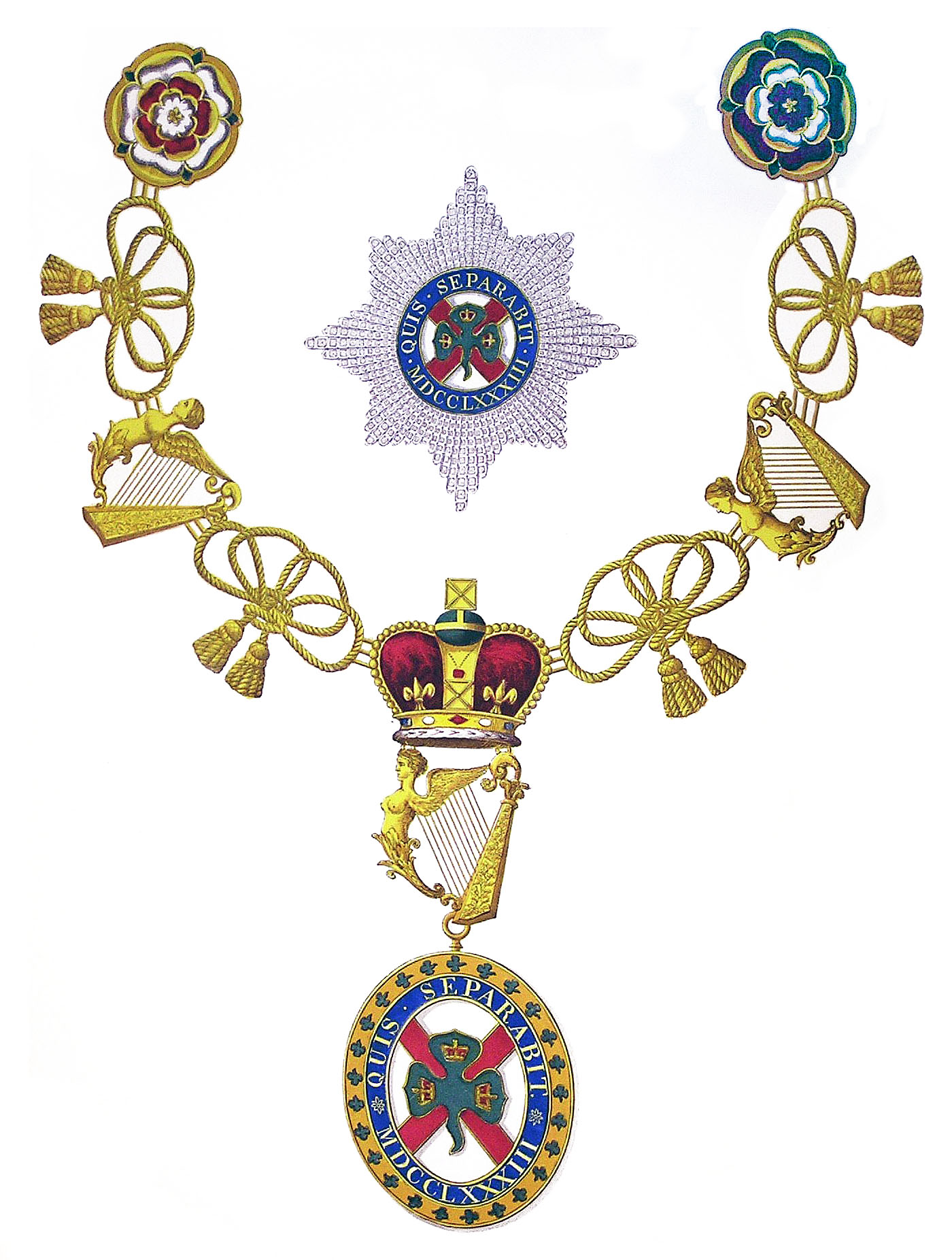
Keten en ster van de Orde van Sint-Patrick
De keten van de Orde van Karel III van Spanje
Keten van de Orde van de Olifant
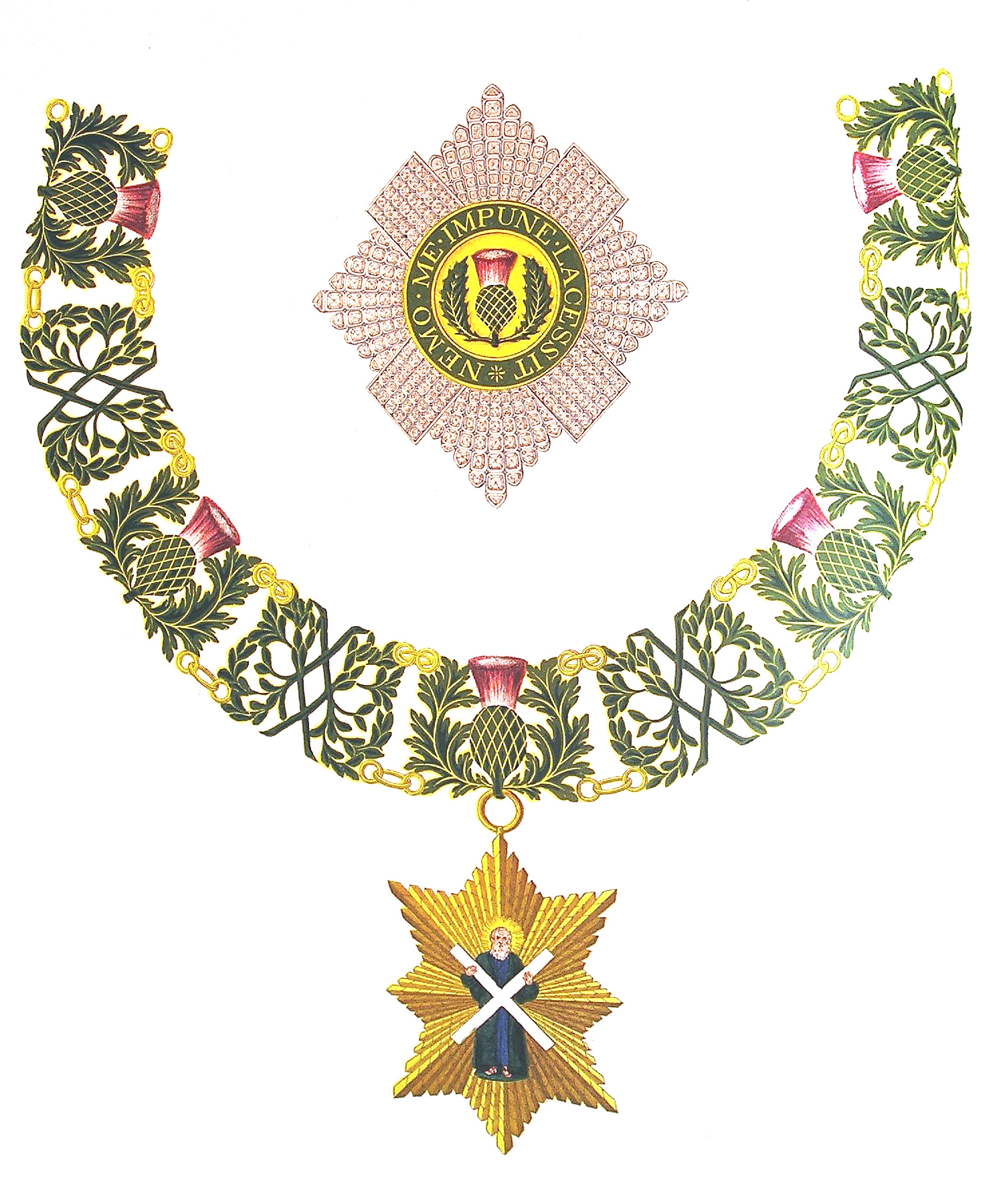
Keten en ster van de Orde van de Distel
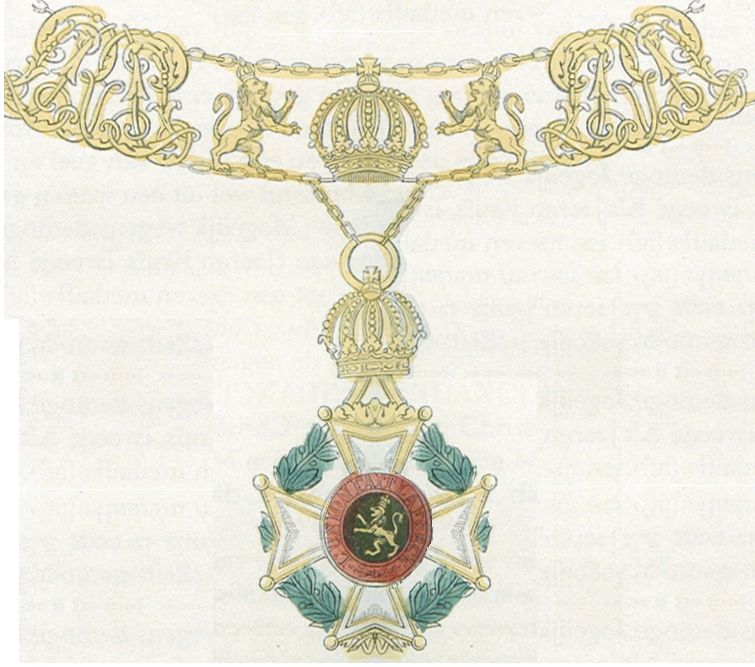
De Leopoldsorde
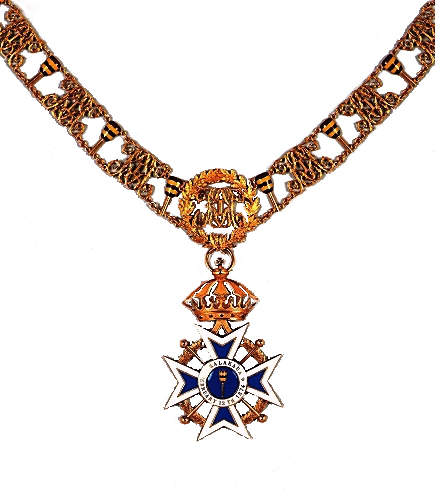
De Orde van Kalakaua I van Hawaï
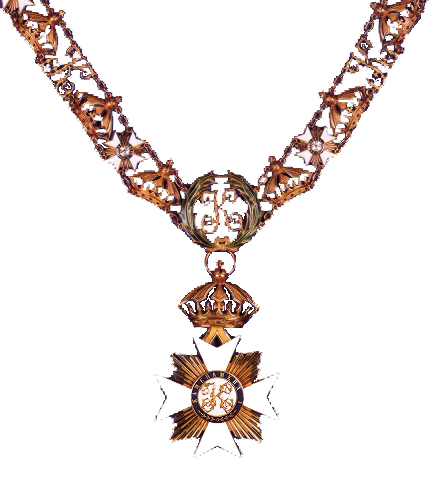
De Orde van Kamehameha I van Hawaï
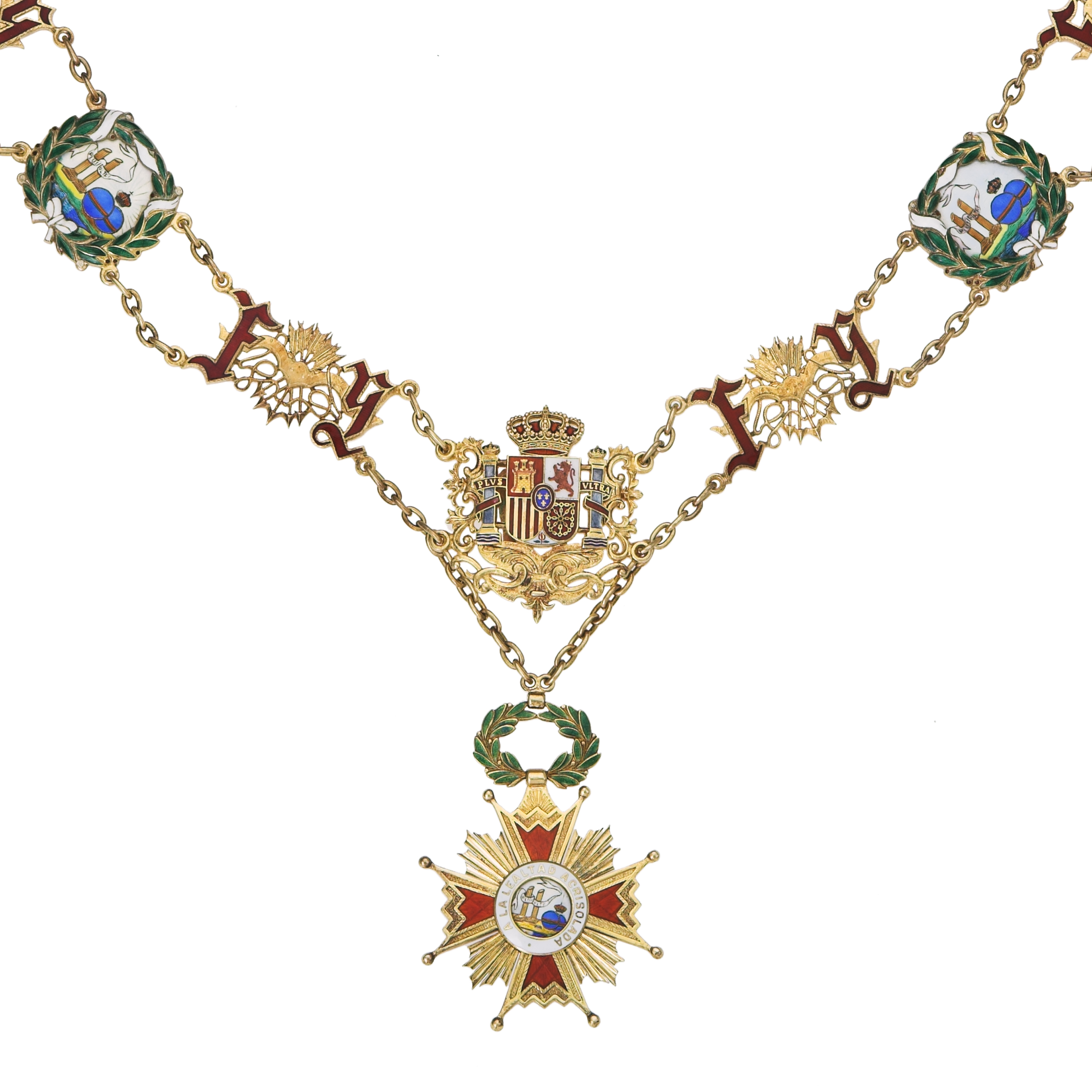
Keten van de Orde van Isabella de Katholieke
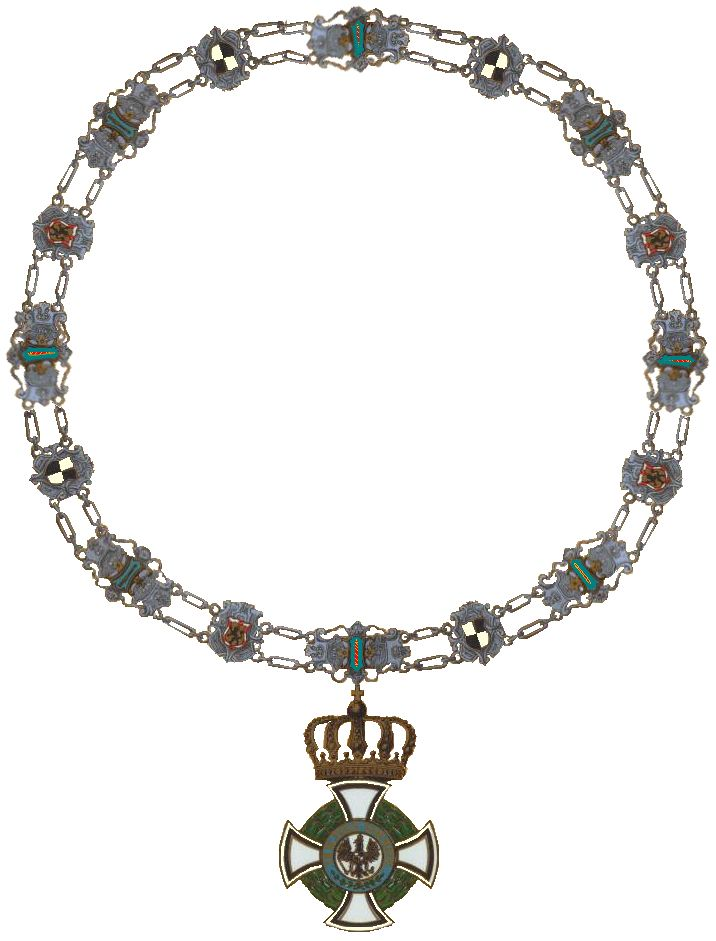
De Hohenzollernketen
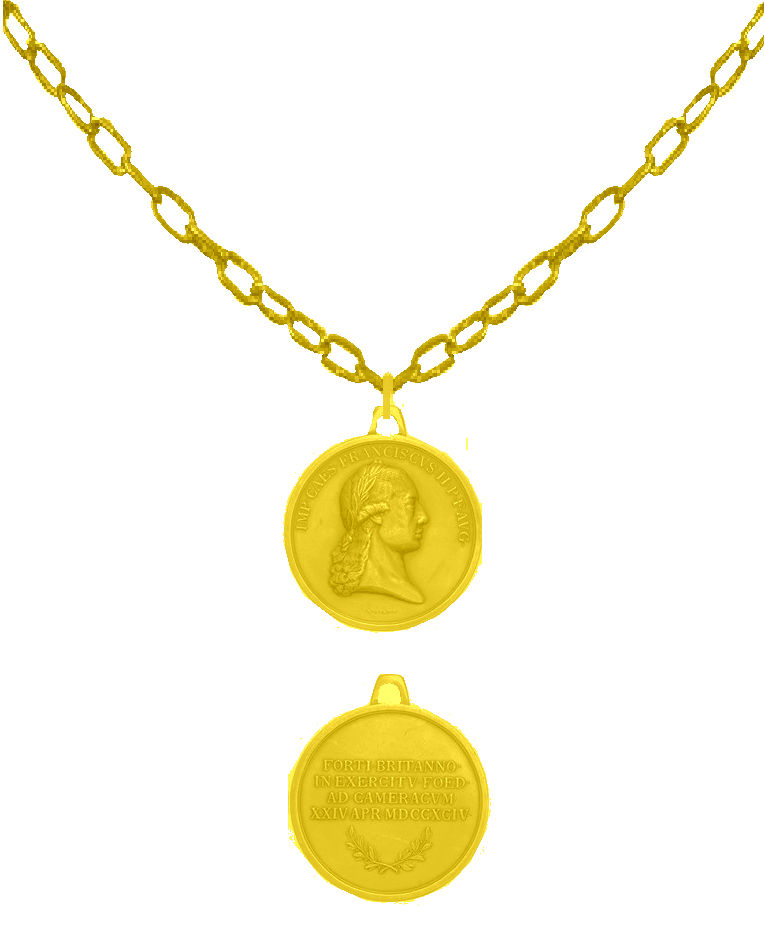
De Eremedaille voor het gevecht bij Villiers-en-Couché, een medaille aan een gouden keten.
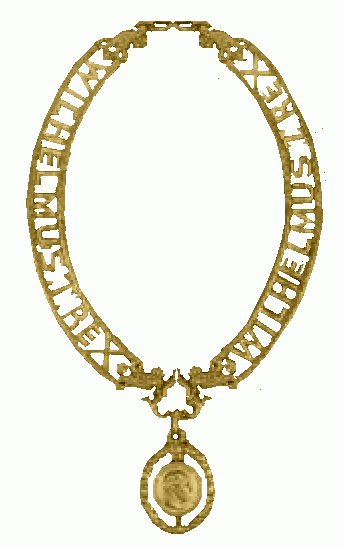
De Wilhelm-Orde van Pruisen
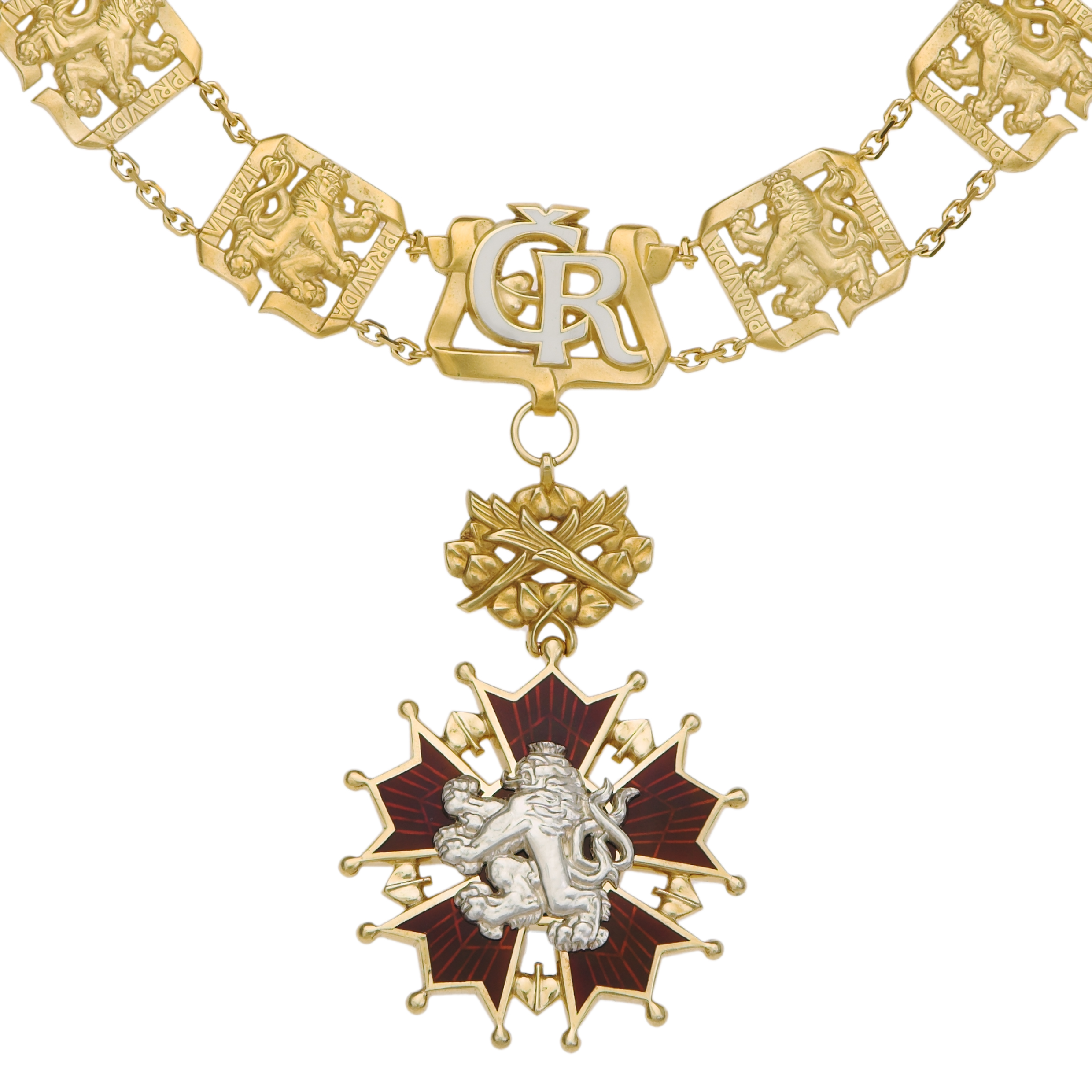
Orde van de Witte Leeuw
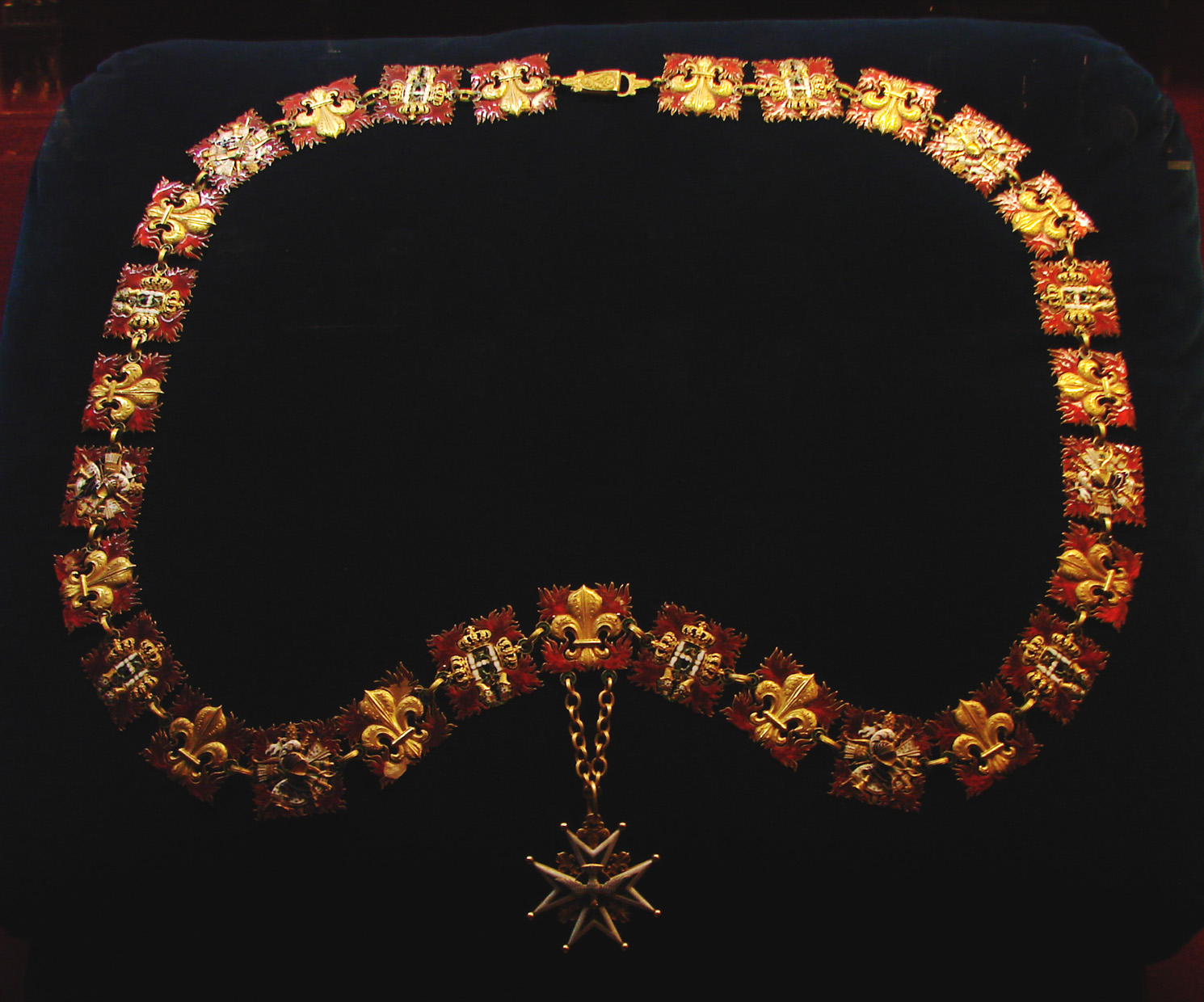
De keten van de Franse Orde van de Heilige Geest
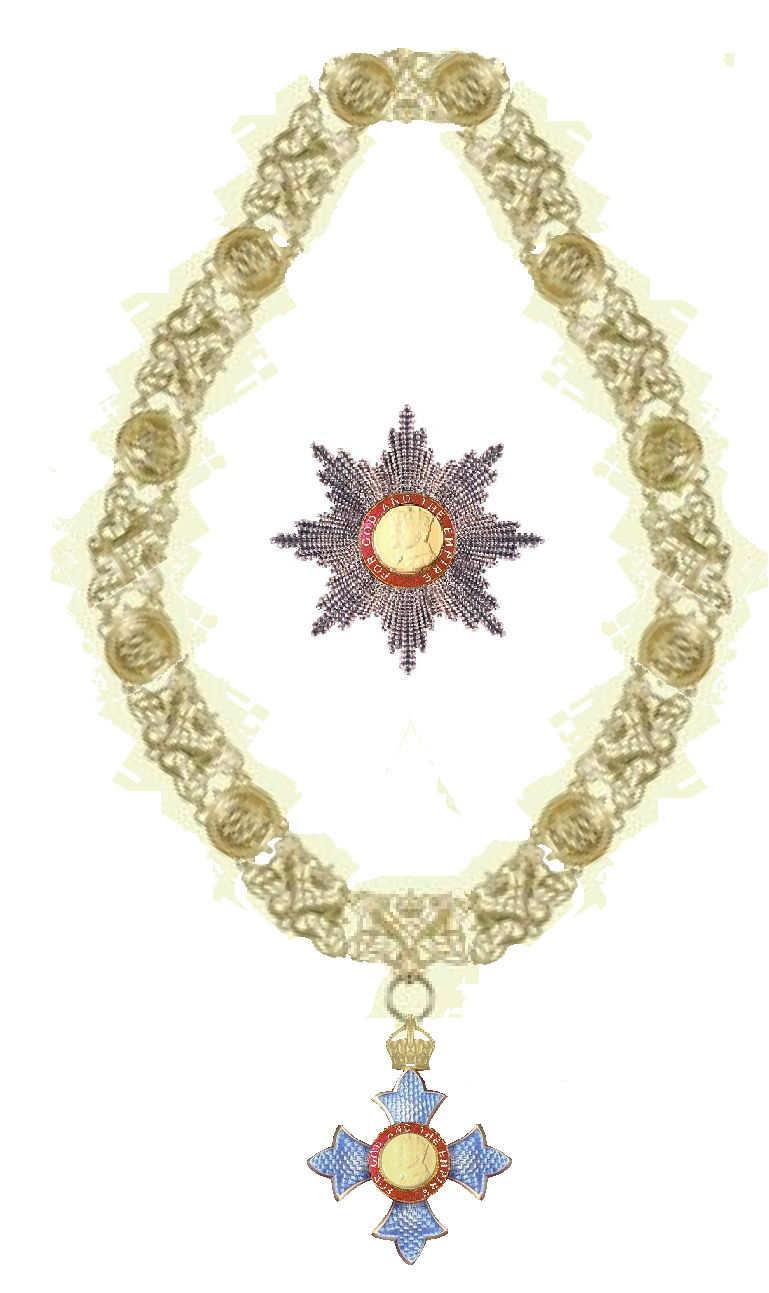
Keten en ster van de Orde van het Britse Rijk
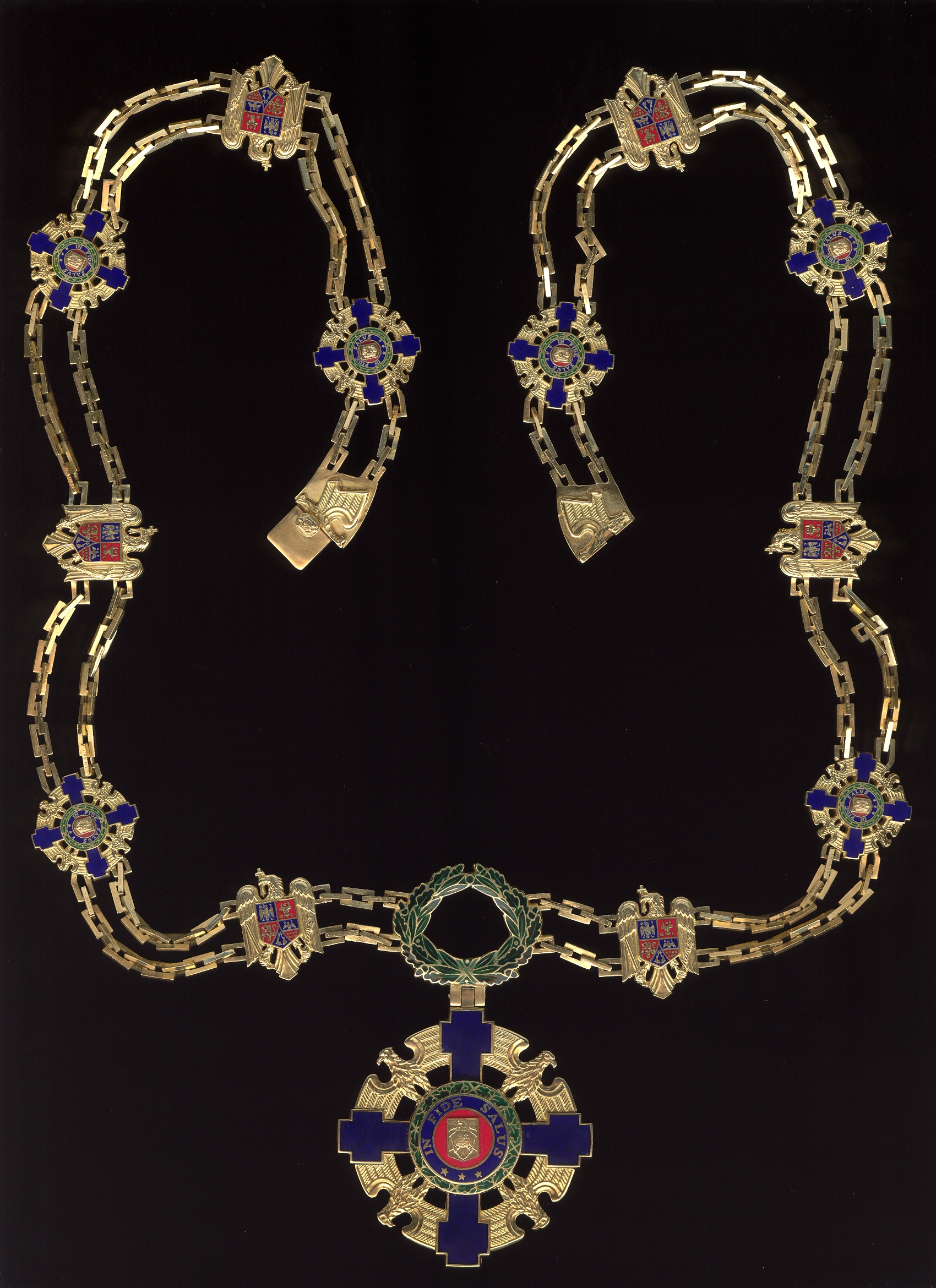
Keten van de Orde van de Ster van Roemenië
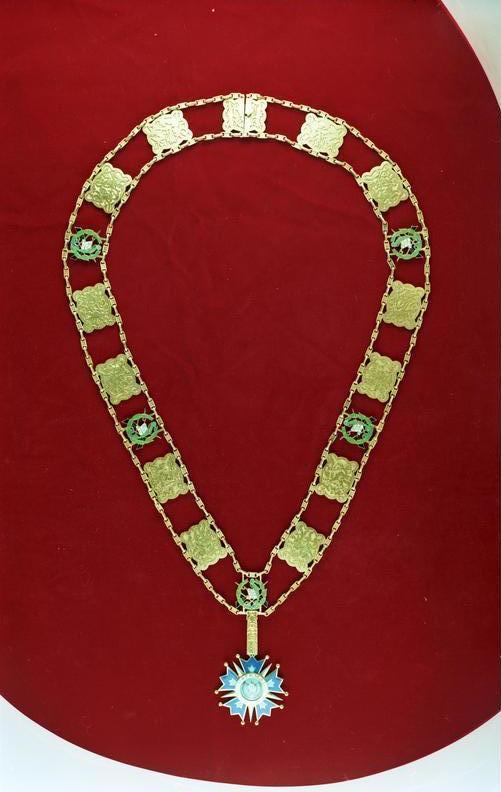
Keten van de Orde van de Quetzal
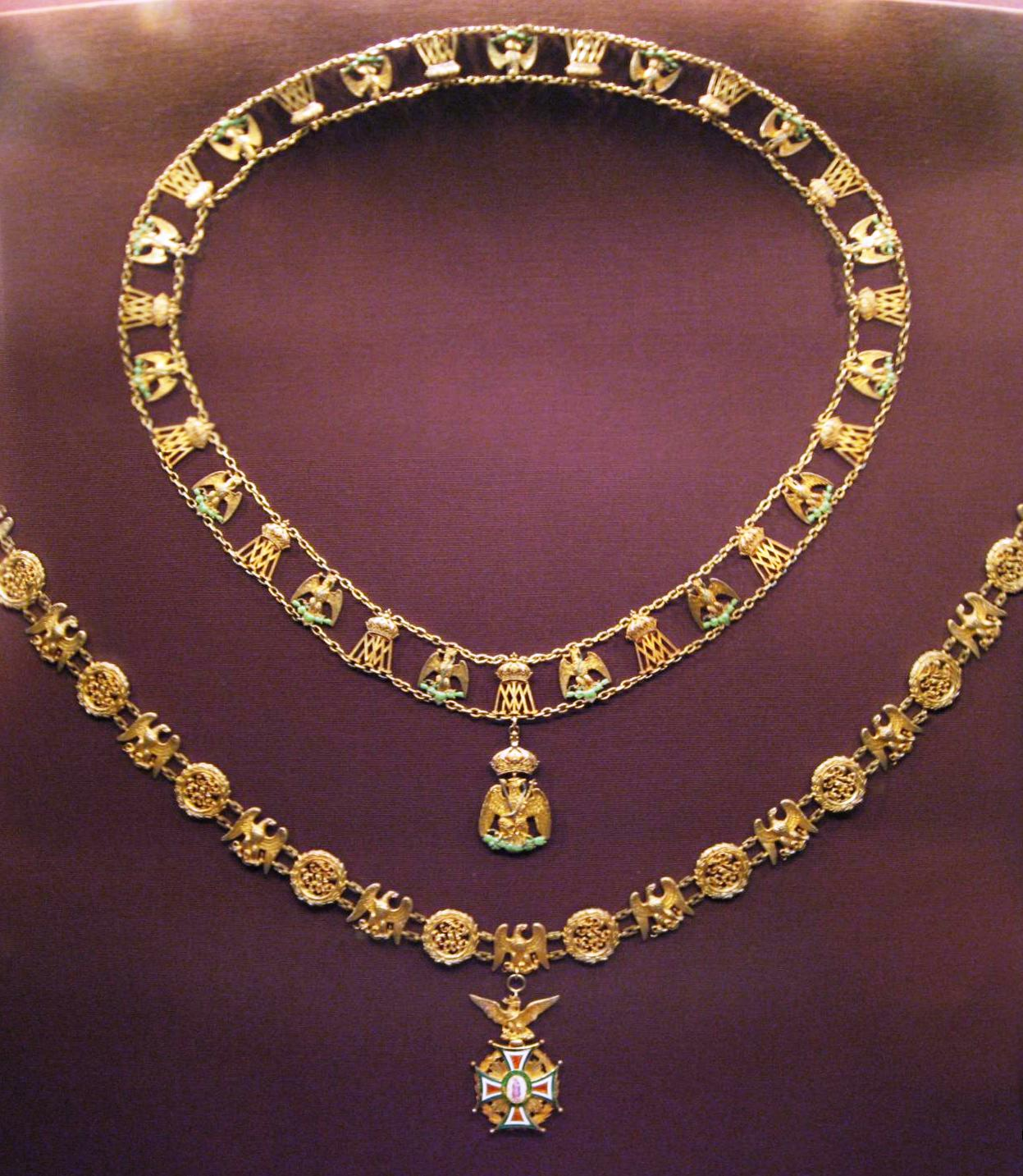
Ketens van de Orde van de Mexicaanse Adelaar en de Orde van Onze Lieve Vrouwe van Guadalupe
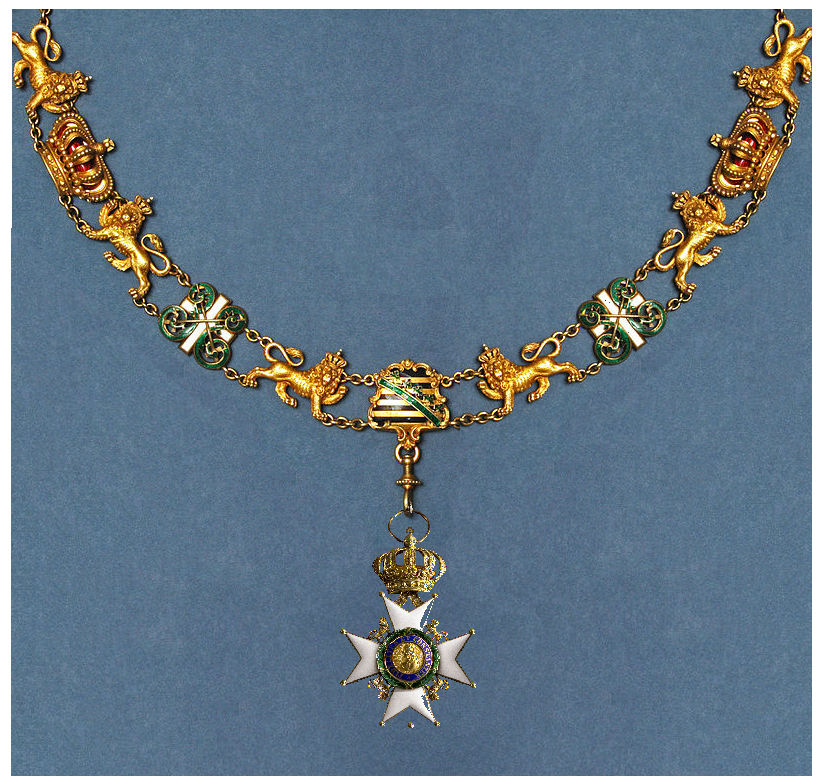
Keten van de Saksisch-Ernestinische Huisorde
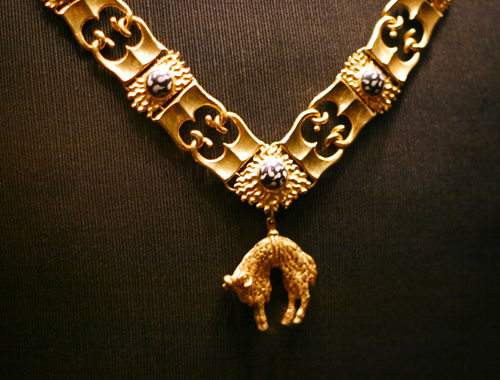
De keten van het de Oostenrijkse Orde van het Gulden Vlies
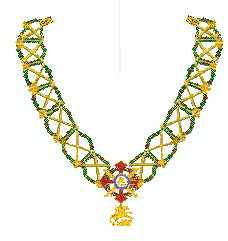
Keten van de Militaire Orde van Sint-Joris van de Wedervereniging
Keten van de Orde van Christus van Heilige Stoel

## Ordeketens opordekleding

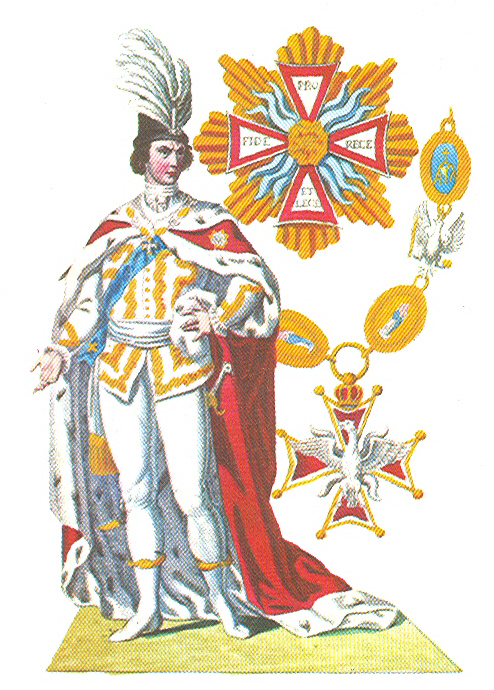
De Orde van de Witte Adelaar van Polen
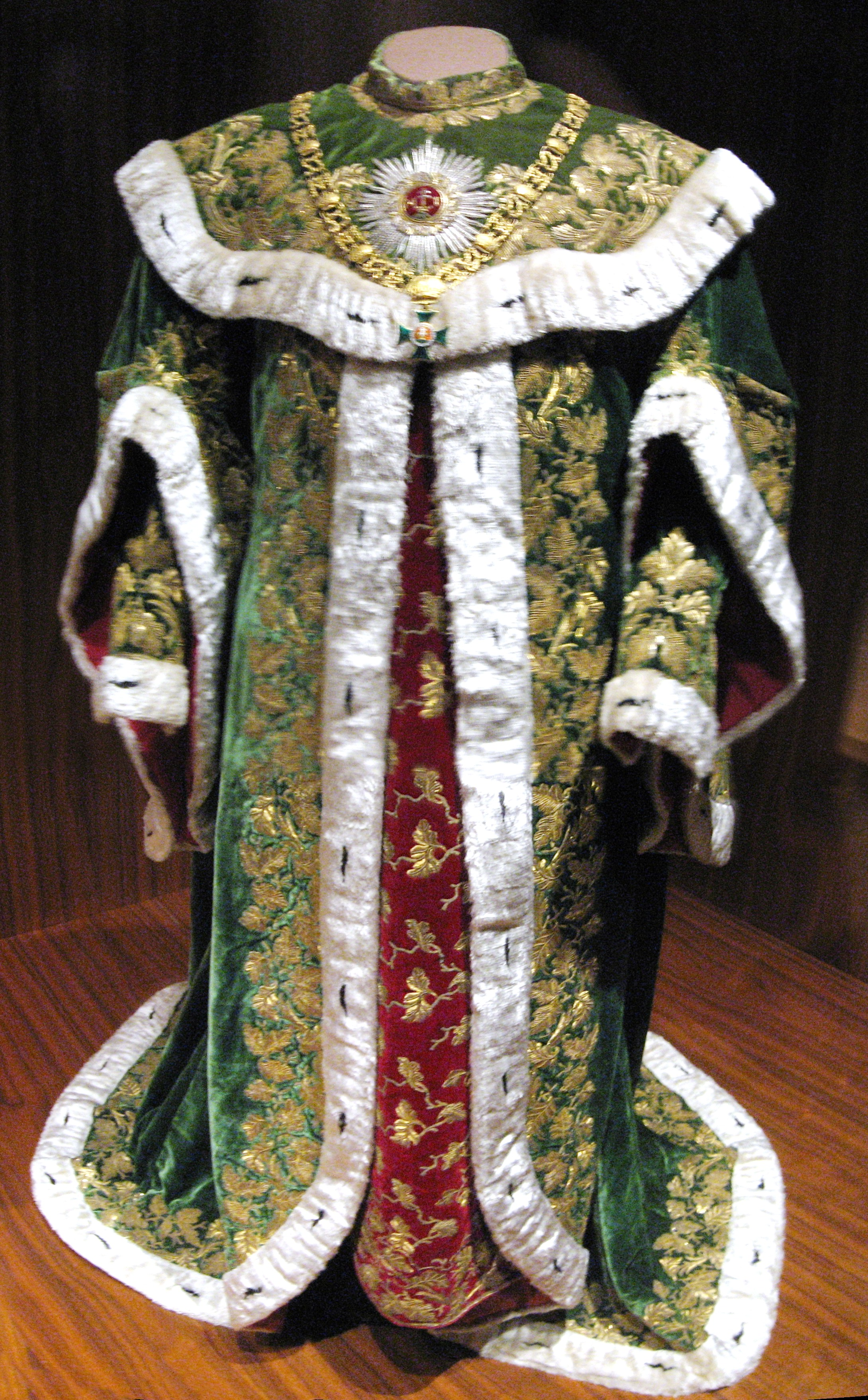
De Orde van Sint-Stefanus
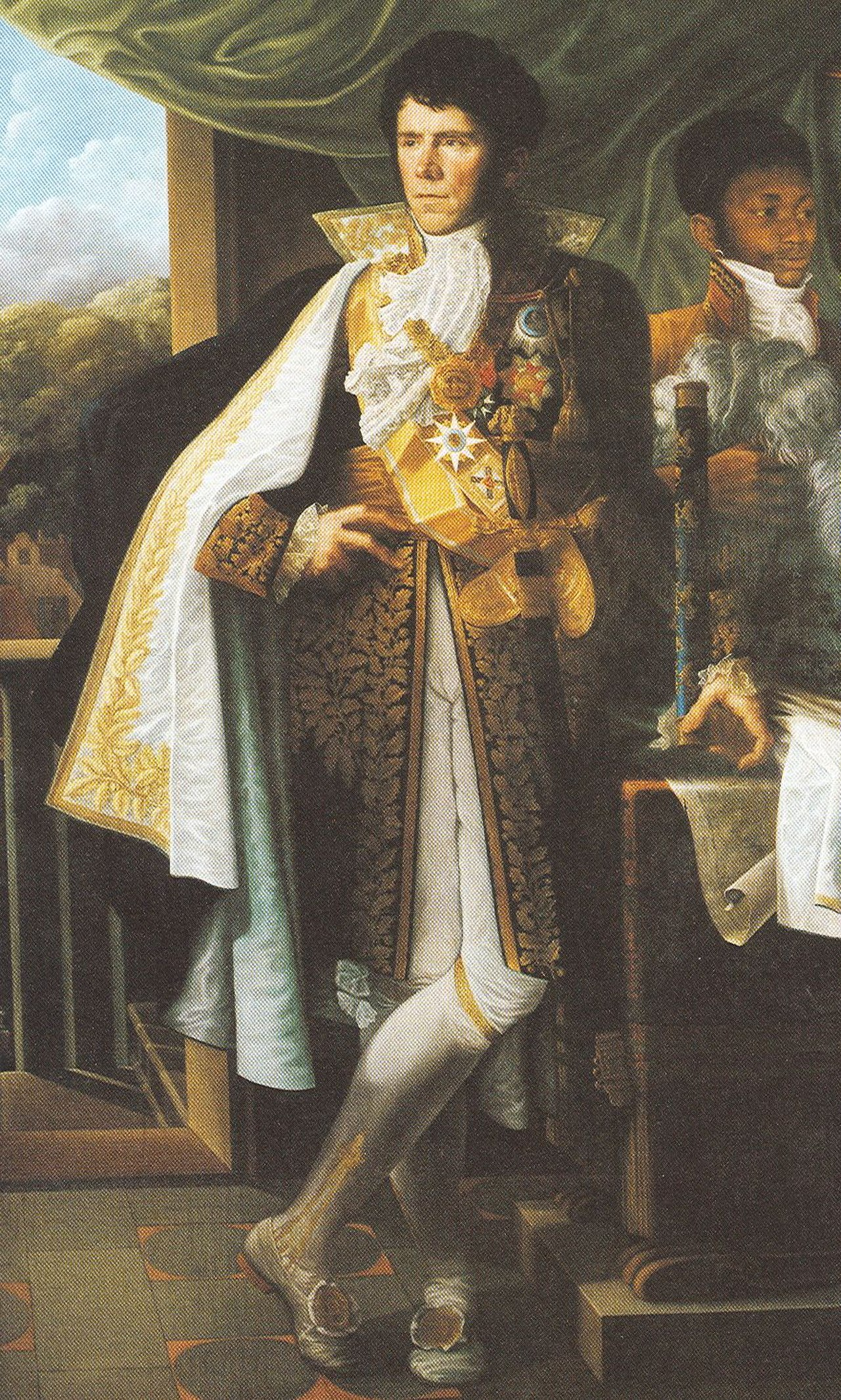
Graaf Dumonceau draagt op dit portret de keten van de Orde van de Unie en het grootlint van de Huisorde van de Trouw van Baden.
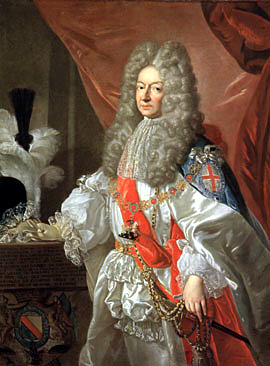
Keten, mantel en onderkleding van de Orde van de Kousenband.
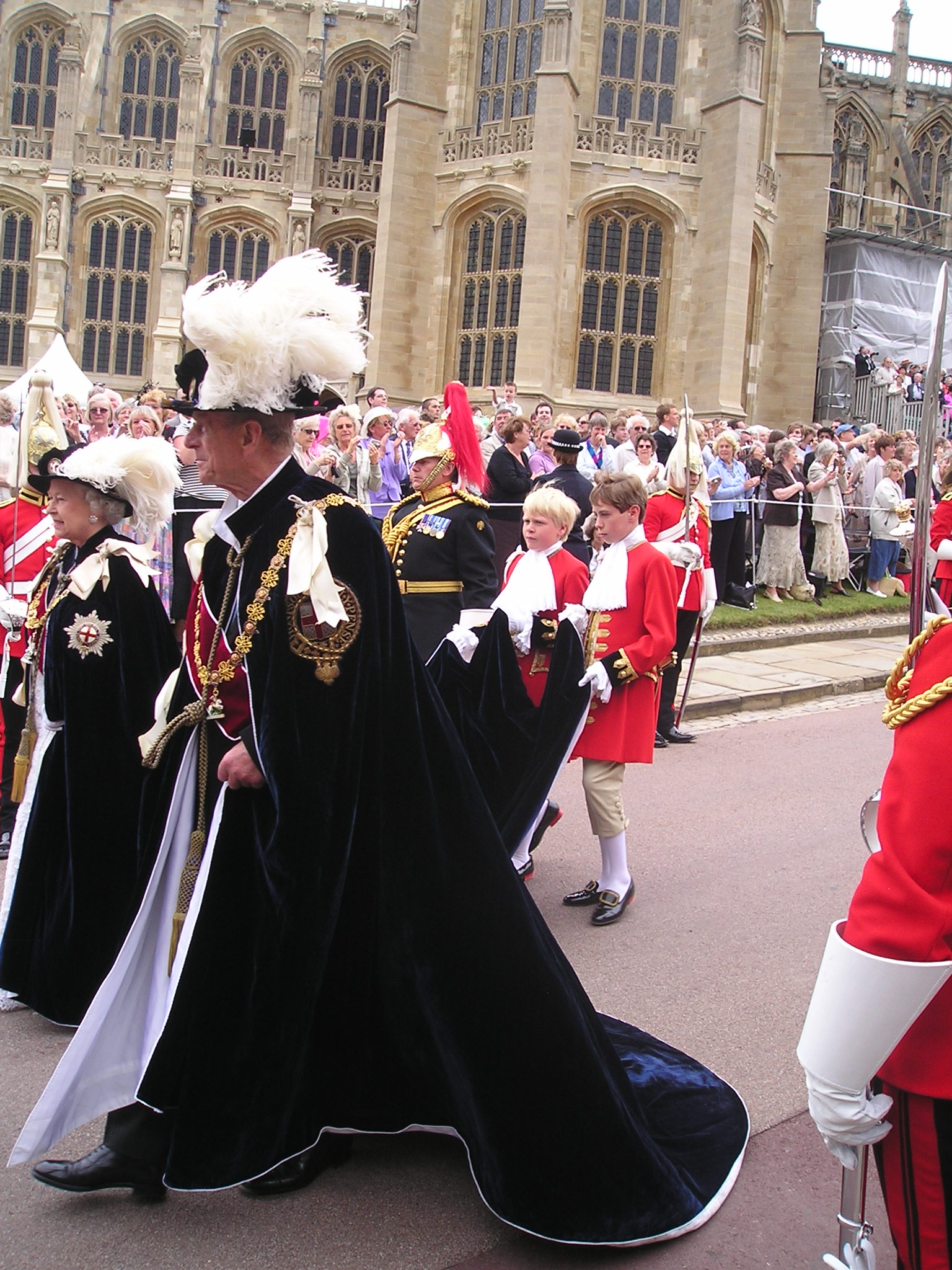
In de 21e eeuw wordt de keten met de mantel en de hoed van de Orde van de Kousenband gedragen.

## De draagwijze van de ketens

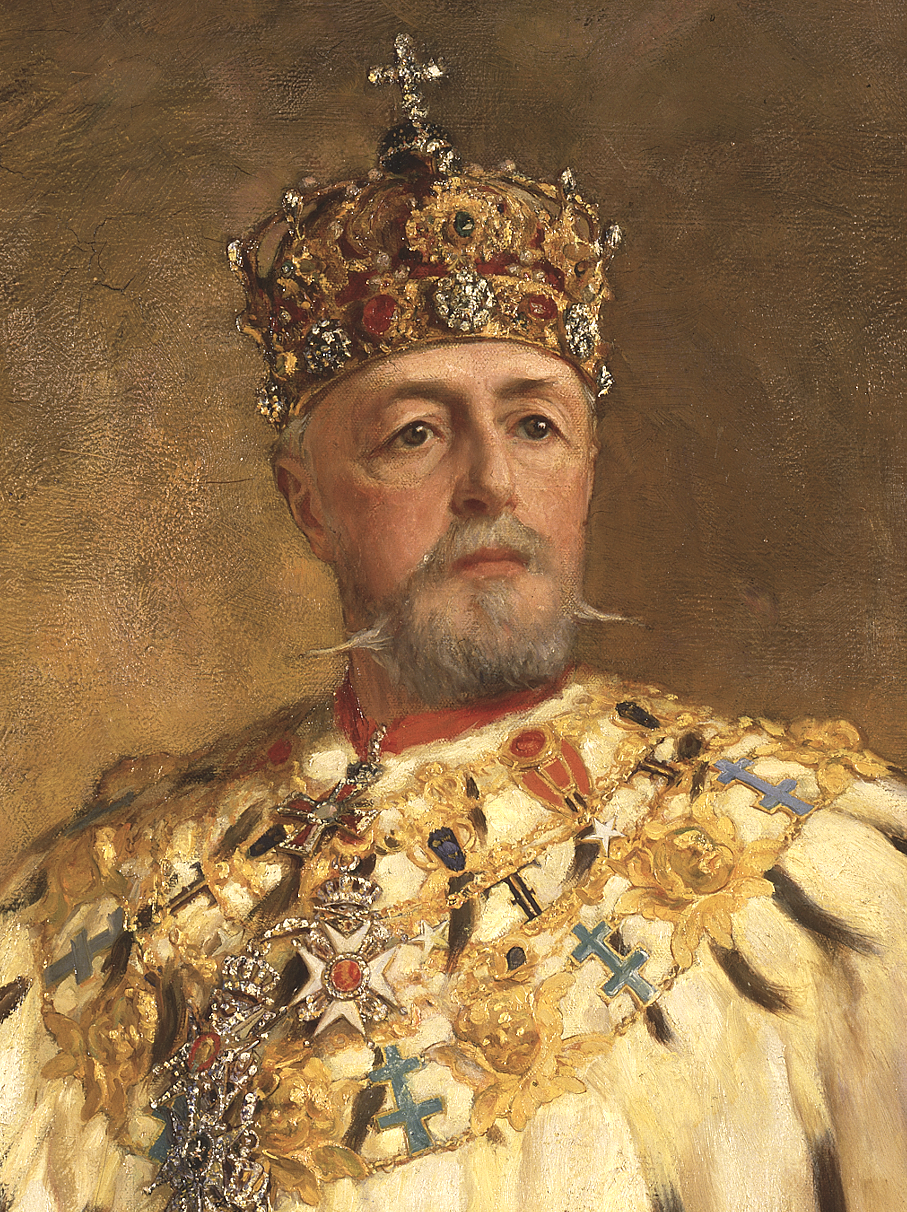
Oscar II van Noorwegen en Zweden op een schilderij van Oscar Björck. Hij droeg zijn vijf ketens. De keten van de hoogste orde, de Zweedse Serafijnenorde is het langst.
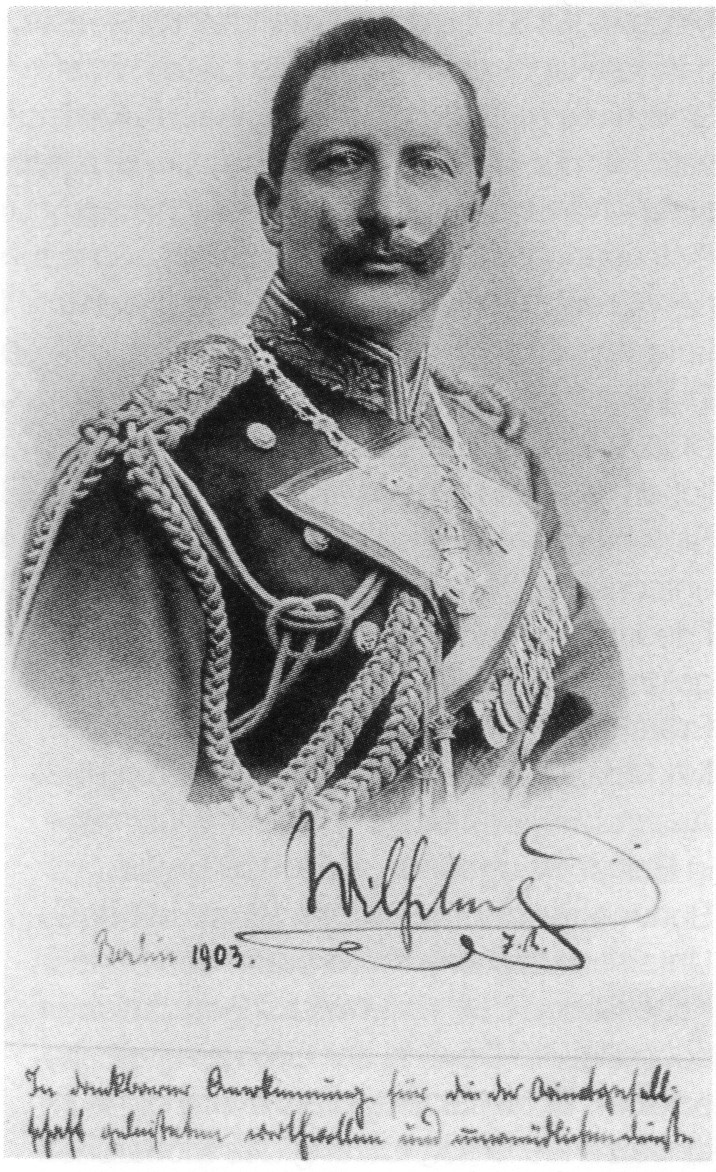
De "Kaiser" met de Hohenzollernketen.
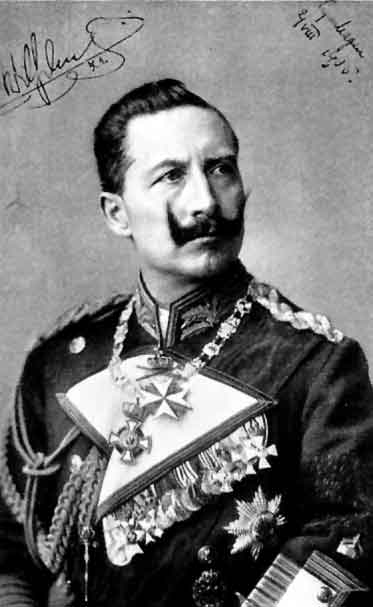
De keizer draagt de Hohenzollernketen op het uniform van een Duitse grootadmiraal.
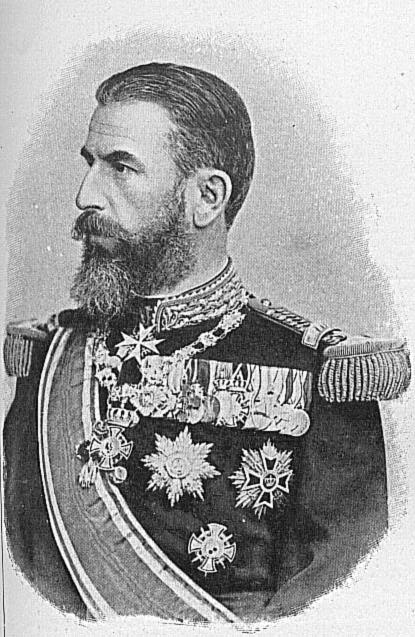
Een Hohenzollernprins met de keten van de Hohenzollernorde; Koning Carol I van Roemenië.
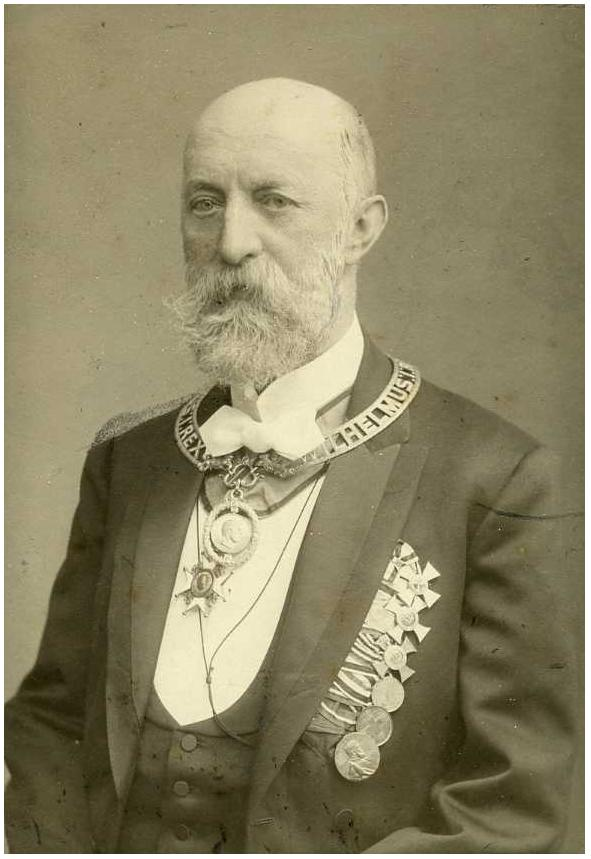
Heer met de Wilhelm-Orde van Pruisen
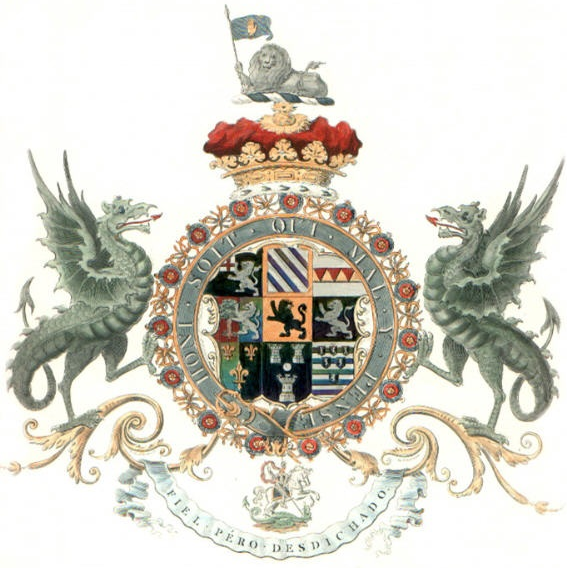
In de heraldiek wordt een ordeketen om het wapenschild gehangen. Dit is de keten van de Orde van de Kousenband.
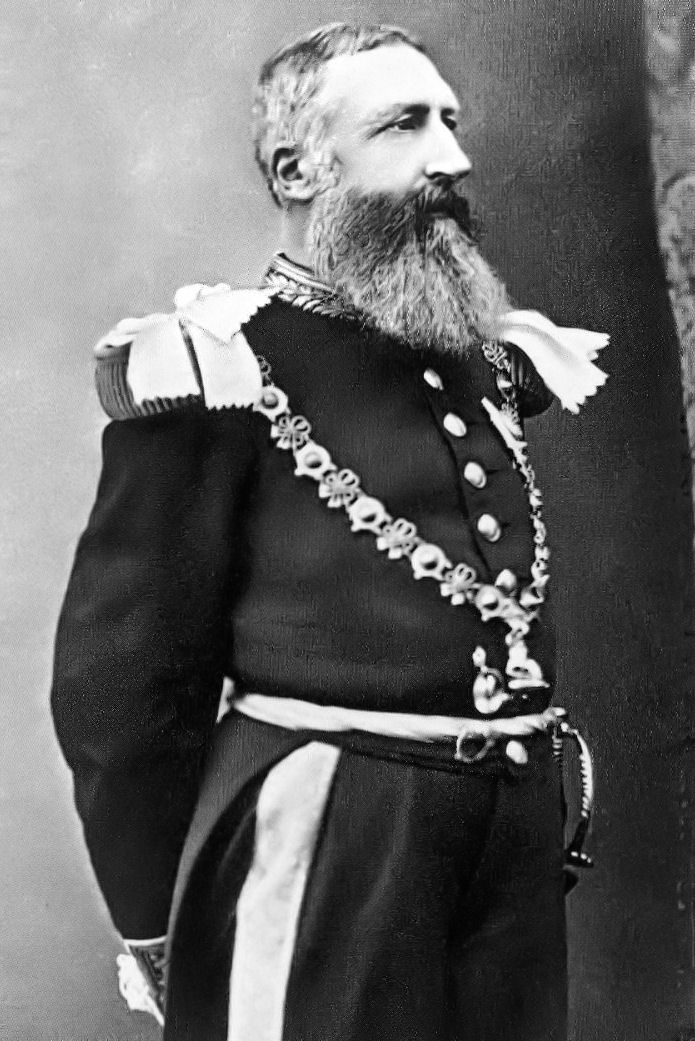
Leopold II der Belgen, Ridder in de Orde van de Kousenband, laat zien hoe een keten met zijden linten aan de epauletten op de schouder behoort te worden bevestigd.

Voor de gebruikelijke graden in een Ridderorde, Zie ook
- Ordeketen
- Grootkruis
- Grootcommandeur
- Grootofficier
- Commandeur
- Officier
- Ridder
- Medaille

Soeverein ·
Grootmeester ·
Kanselier ·
Kapittel ·
Grootprior ·
Baljuw ·
Heraut ·
Wapenkoning ·
Ordeketen ·
Bijzondere Klasse ·
Grootkruis ·
Grootlint ·
Grootofficier ·
Commandeur ·
Officier ·
Ridder Grootkruis van Eer en Devotie ·
Rechtsridder ·
Ridder van Obediëntie ·
Ridder van Eer en Devotie ·
Ridder van Gratie en Devotie ·
Ridder van Magistrale Gratie ·
Eredame ·
Dame ·
Ridder ·
Lid ·
Expectant ·  
Medaille
adelaar · Agnus Dei · alliantiewapen · andreaskruis · ankerkruis · armoriaal · baldakijn · barensteel · bezant · Bourgondisch kruis · brisure · cartouche · centaur · cordelière · dekkleed · dorpsvlag · dorpswapen· drieberg · dubbelkoppige adelaar · dwarsbalk · fleur de lis · fleuron · Friese adelaar · gaande leeuw · gecarteleerd · Gelderse leeuw · gepaald · gravenkroon · groot wapen · griffioen · hartschild · helmkroon · helmteken · heraldische kleur · herautstuk · hermelijn · hoed · Hollandse tuin · huismerk · Jeruzalemkruis · karbonkel · keizerskroon · keper · koek · kromstaf · kroon · krukkenkruis · kwartier · kwartileren · kwartierzoom · leeuw · markiezenkroon · merlet · molenijzer · motto · muurkroon · nassaublauw · natuurlijke kleur · Nederlandse leeuw · Nederlandse Maagd · ombrellino · ordeketen · palen · pentagram · pijlenbundel · raadselwapen · raaf · respectant · riddertoernooi · rijksbanier · rijkskleuren · rijksstandaard · rijkswapen · roos · Rudolfinische keizerskroon · Saksenros · Saladins Adelaar · scharlakenrood · schildhoofd · schildhouder · schildvoet · schildzoom · schoof · schuinbalk · schuinstreep sinister · sinister · sleutels van Petrus · socialistische heraldiek · sprekend wapen · stadskleuren · standaard · stedenmaagd · ster · tinctuur · vair · vermeerdering · vlag · vorstenhoed · vrijheidshoed · vrijkwartier · vrouwenwapen · wapen · wapenbelasting · Wapenboek Beyeren · Wapenboek Gelre · wapenbord · wapendiploma · wapendier · wapenkast · wapenkoning · wapenmantel · wapenrecht · wapenrol · wapenstier · wapentent · wassende en afnemende maan · Waterlandse zwaan · Westfriese boomwapens · wildeman · wolfsangel · wrong